# Dona a l'antiga Roma

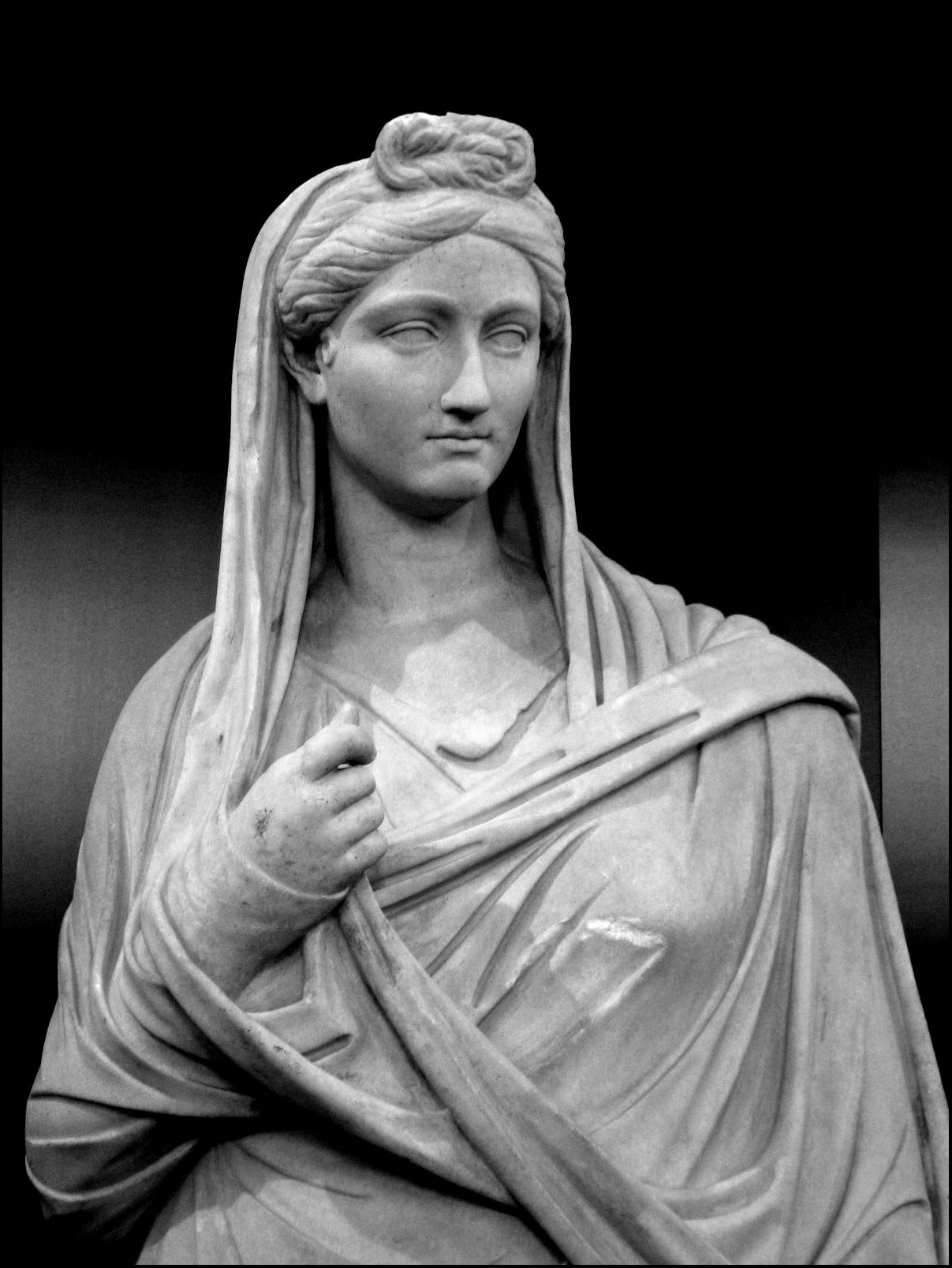
L'educada i molt viatgera Víbia Sabina (ca. 136) era reneboda de l'emperador Trajà i esdevingué l'esposa del seu successor Hadrià. A diferència d'algunes emperadrius, va intervenir poc en la política de la cort i es va mantenir independent a la vida privada, sense tenir fills i buscant gratificacions emocionals en les relacions amoroses.

La història de les dones en l'antiga Roma és la part de la història de les dones referent a l'antiga Roma. És a dir, l'estudi del paper que les dones han jugat durant l'antiga Roma, juntament amb els mètodes necessaris per al seu estudi.
Les dones nascudes lliures de l'antiga Roma eren ciutadanes (cives), però no podien votar ni exercir càrrecs polítics. A causa del seu paper públic limitat, els historiadors romans nomenen les dones amb menys freqüència que els homes. Però, tot i que les dones romanes no tenien cap poder polític directe, les de famílies riques o poderoses podien exercir influència a través de negociacions privades.
Les dones excepcionals que van deixar una empremta innegable en la història van des de Lucrècia i Clàudia Quinta, les històries de les quals van tenir un significat mític; dones ferotges de l'època republicana com Cornèlia, mare dels Gracs, i Fúlvia, qui comandava un exèrcit i va emetre monedes amb la seva imatge; dones de la dinastia julioclàudia, les més destacades Lívia Drusil·la (58 aC-29) i Agripina la Menor (15-59), qui van contribuir a la formació de costums imperials (Mos maiorum); i l'emperadriu Helena (c. 250-330), una força impulsora de la promoció del cristianisme.
Com és el cas dels membres masculins de la societat, les dones d'elit i les seves accions políticament significatives eclipsen aquelles amb un estatus inferior al registre històric. Les inscripcions i sobretot els epitafis documenten els noms d'una àmplia gamma de dones de tot l'Imperi Romà, però sovint no en diuen res més. Algunes instantànies vives de la vida quotidiana es conserven en gèneres literaris llatins com la comèdia, la sàtira i la poesia, en particular els poemes de Catul i Ovidi, que ofereixen visions de dones als menjadors i als triclinis romans, en esdeveniments esportius i teatrals, compres, maquillatge, la pràctica de la màgia, la preocupació per l'embaràs, tot i això, a través del punt de vista masculins.
Les cartes publicades de Ciceró, per exemple, revelen de manera informal com l'autoproclamat gran home va interactuar al front domèstic amb la seva esposa Terència i la seva filla Túl·lia, ja que els seus discursos demostren a través del menyspreu les diverses maneres en què les dones romanes podien gaudir d'una vida sexual lliure i d'una vida social.
L'únic paper públic reservat exclusivament a les dones era en l'àmbit de la religió: l'ofici sacerdotal de les Vestals. Amb la prohibició del matrimoni o el sexe durant un període de trenta anys, les vestals es van dedicar a l'estudi i a la correcta observació dels rituals que es consideraven necessaris per a la seguretat i la supervivència de Roma, però no podien formar part dels col·legis de sacerdots masculins.

## La infància i l'educació
La infància i la criança a l'antiga Roma estaven determinades per l'estatus social. Les nenes romanes jugaven a diversos jocs i les seves joguines són conegudes per l'arqueologia i fonts literàries. Les figures dels animals eren populars i algunes nenes mantenien animals i ocells vius com a mascotes. En l'art romà, les noies es mostren jugant a molts dels mateixos jocs que els nois, com ara la bola, el rodament de cèrcols i els ossets. De vegades es troben nines a les tombes de les persones que van morir abans de l'edat adulta. Les figures solen tenir entre 15 i 16 cm d'alçada, amb extremitats articulades i fetes amb materials com la fusta, la terracota i, sobretot, os i vori. Les noies majors d'edat dedicaven les seves nines a Diana (la deessa més preocupada per la infància) o a Venus (quan es preparaven per al matrimoni).
Se sap que les noies nobles es casaven amb tan sols 12 anys d'edat, mentre que les dones de les classes baixes eren més propenses a casar-se més enllà de la seva adolescència. Un exemple de l'edat matrimonial de les dones nobles es pot veure amb l'amic de tota la vida de Ciceró, Àtic, qui va casar la seva filla Pompònia Àtica amb Marc Vipsani Agripa quan ella tenia 14 anys d'edat.

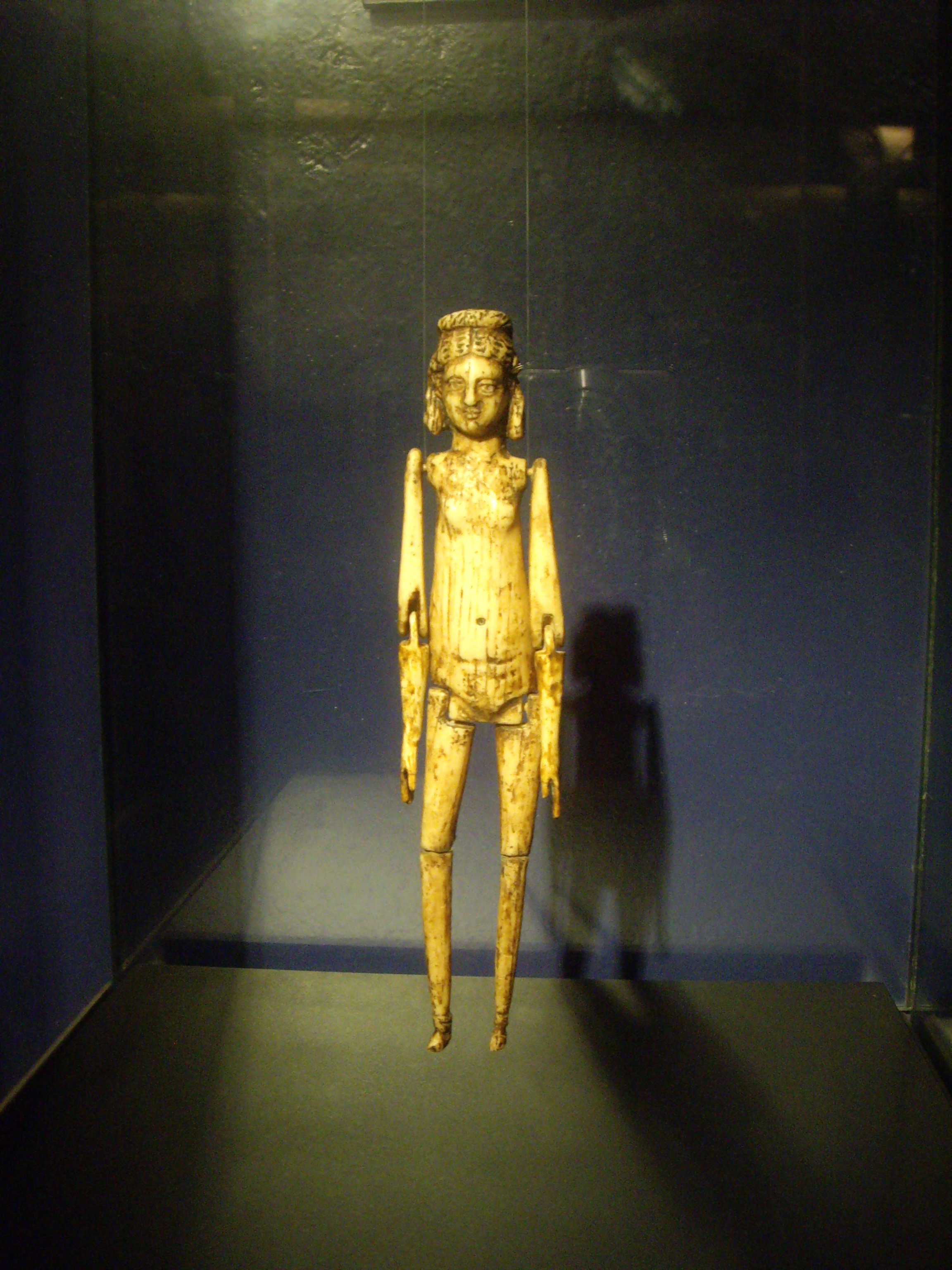
Nina de vori romana
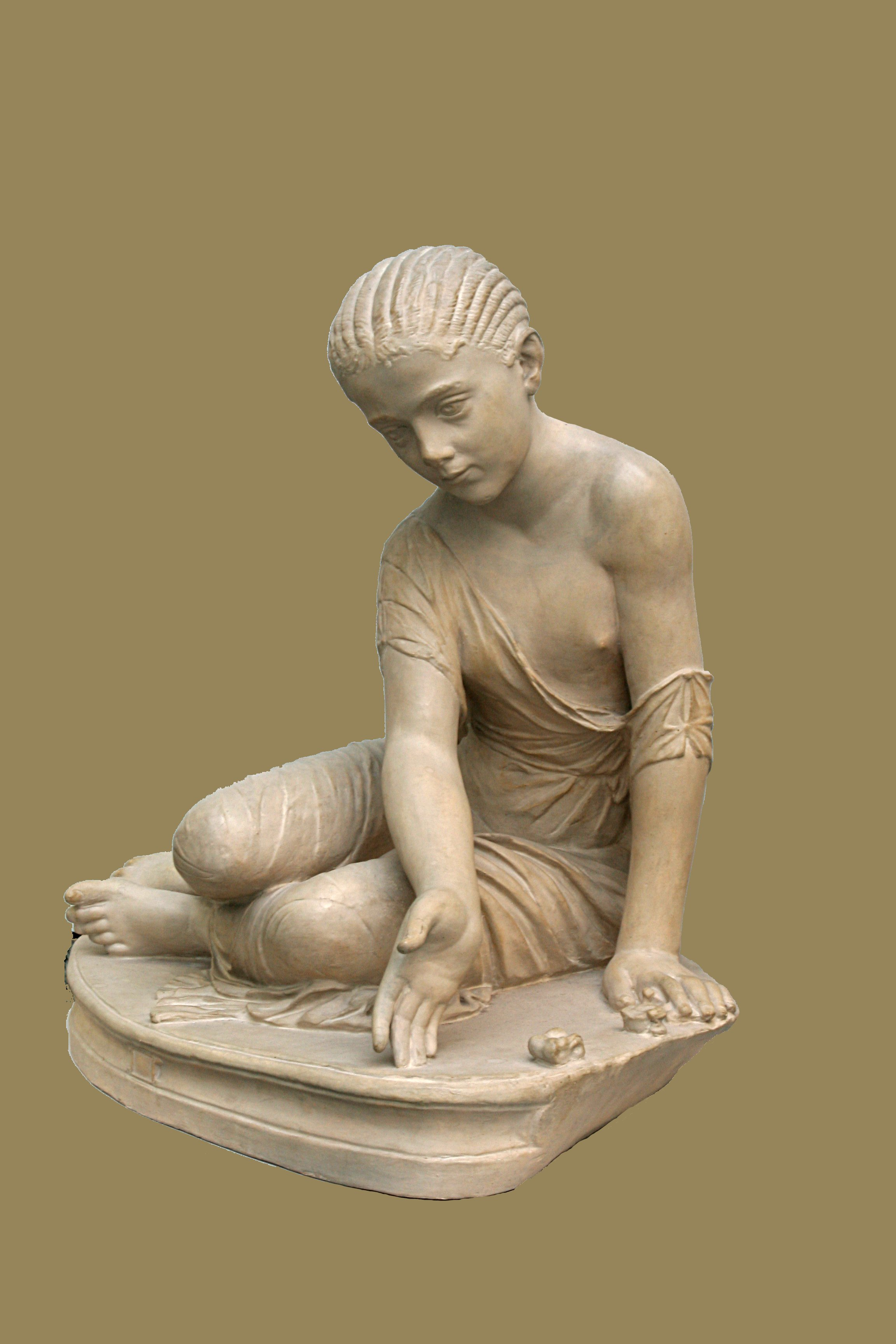
Nena jugant als ossets. Museus Estatals de Berlín
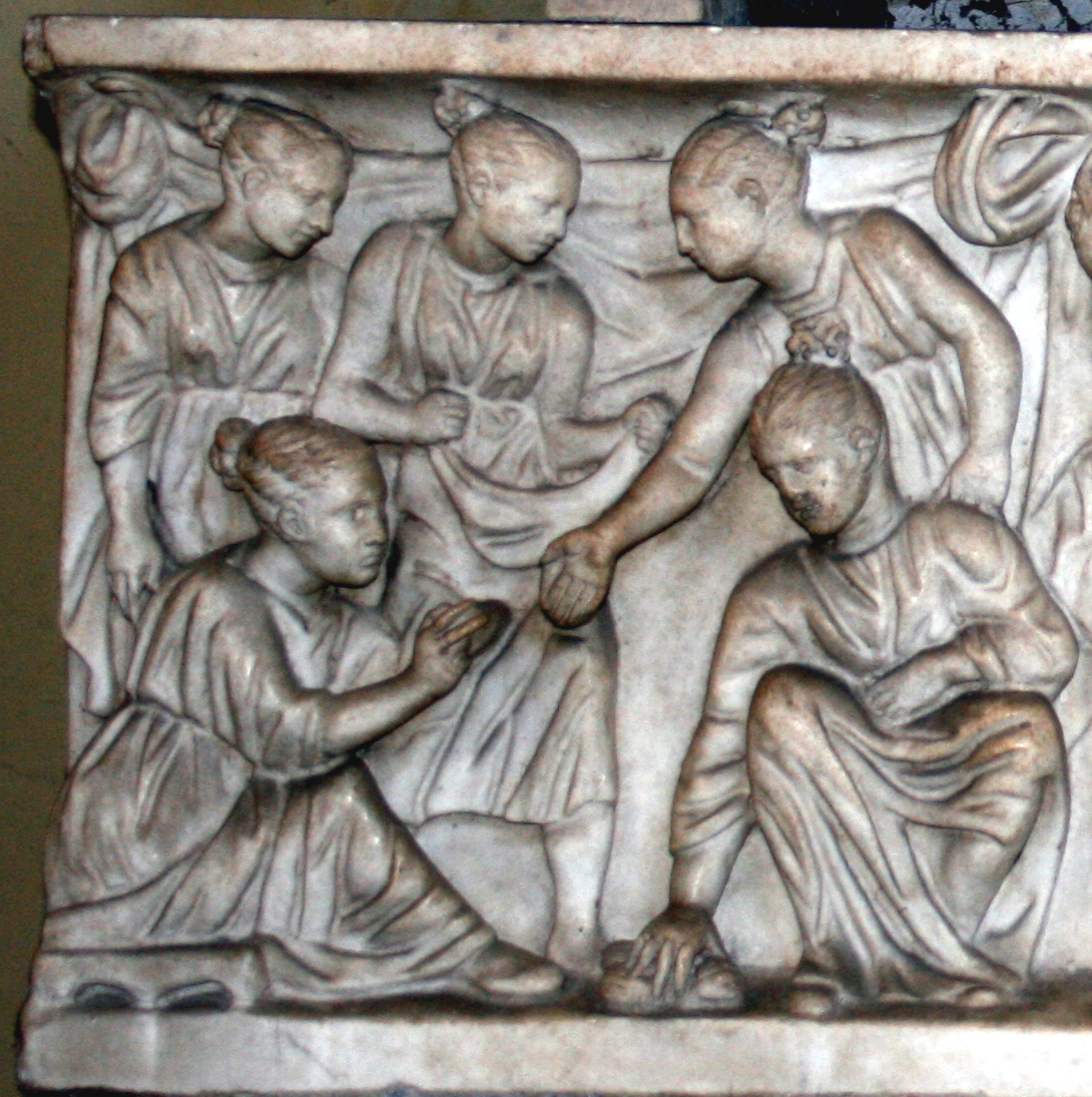
Noies romanes jugant a un joc
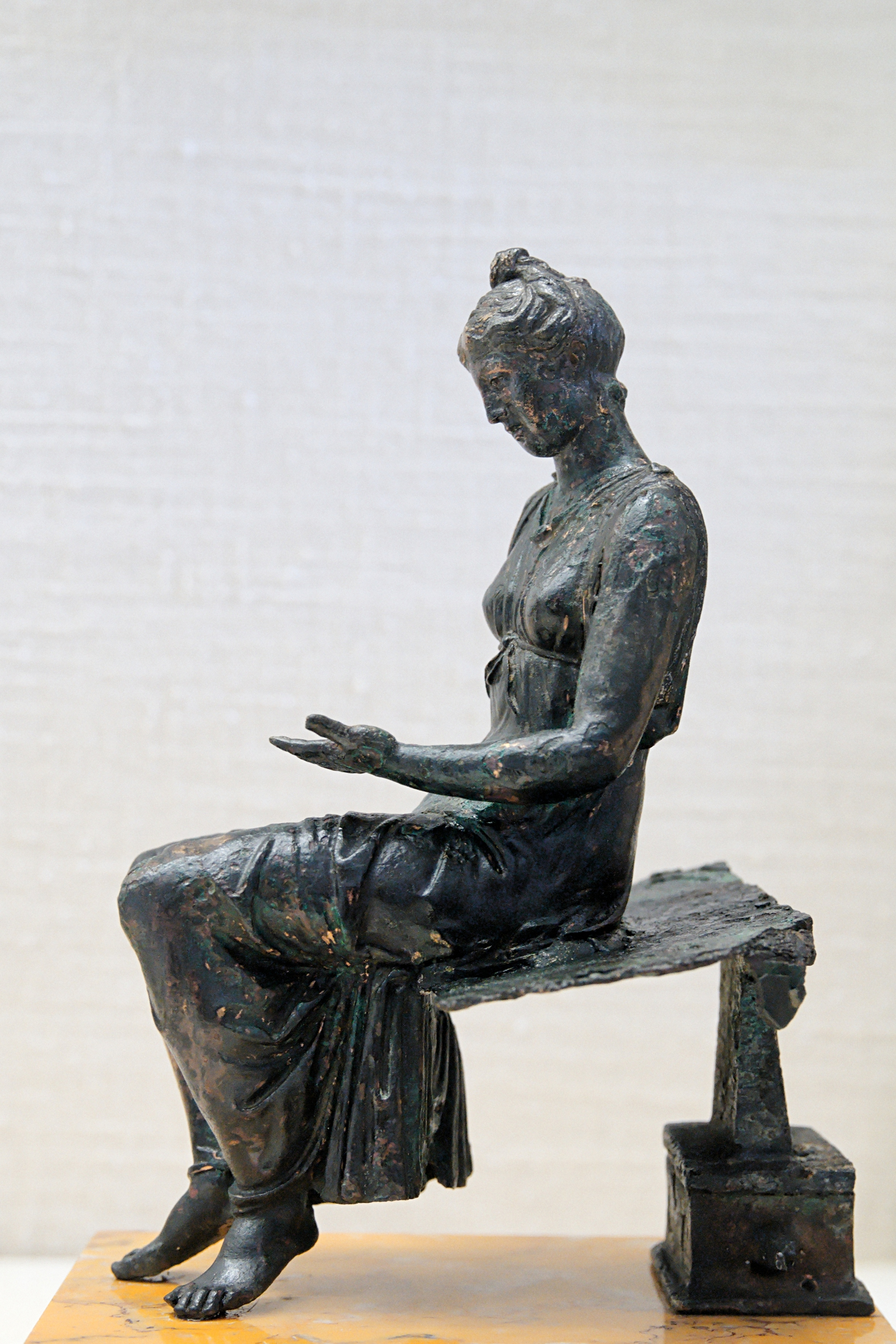
Estatueta de bronze del segle i que representa una noia llegint

S'esperava que les noies salvaguardessin la seva castedat, modèstia i reputació, en preparació per a un eventual matrimoni. La lleugera regulació del matrimoni per la llei pel que fa a l'edat mínima (12 anys d'edat) i el consentiment al matrimoni es va dissenyar per deixar a les famílies, principalment els pares, molta llibertat per impulsar el matrimoni a les nenes quan i amb qui consideressin oportú. El matrimoni va facilitar una associació entre el pare i els futurs marits, i va permetre formar una aliança mútuament beneficiosa amb incentius tant polítics com econòmics.
El règim social, orientat al matrimoni precoç i implementat mitjançant l'educació i la criança dels nens, era particularment restrictiu per a les noies. Algunes noies, potser moltes, van anar a una escola pública primària, però hi ha algunes proves que suggereixen que l'educació de les nenes es limitava a aquest nivell de primària. S'ha deduït que la tutoria escolar individual de les nenes a casa estava motivada per les preocupacions sobre les amenaces a la modèstia de les nenes a les aules coeducatives. Ovidi i Marcial expliquen que els nens i les nenes van ser educats junts o de manera similar, i Titus Livi dona per fet que la filla d'un centurió anava a l'escola. No obstant això, molts altres historiadors i filòsofs, com Epictet, suggereixen que el sistema educatiu, particularment la formació retòrica, estava preocupat pel desenvolupament de la virtut masculina; amb adolescents masculins que realitzen exercicis escolars parlant en públic sobre els valors romans.
Els nens d'ambdós gèneres van aprendre a comportar-se socialment assistint a sopars o altres esdeveniments menys elitistes. Tots dos gèneres van participar en festes religioses; per exemple, als Jocs Seculars (Ludi Saeculares) del 17 aC, el Carmen Saeculare era cantat per un cor de noies i nois. Els nens es convertien en adults virtuosos mitjançant l'escola, amb el currículum, l'idioma, la literatura i la filosofia ensenyant preceptes morals. Als nens de l'elit se'ls va ensenyar grec i llatí des de ben joves. Entre les classes altes, sembla que les dones estaven ben educades, algunes també ho eren, i de vegades els historiadors masculins van elogiar el seu aprenentatge i cultiu. Algunes dones van esdevenir destacades socialment, i fins i tot relativament independents. Cornèlia Metella, la jove esposa de Pompeu el Gran en el moment de la seva mort, es va distingir per la seva música i els seus coneixements de geometria, literatura i filosofia. Aquest grau d'aprenentatge indica una preparació formal, però, entre les classes baixes, l'educació era limitada i estava fortament orientada al curs del matrimoni i a realitzar les tasques de la dona dins de la llar. Les famílies d'elit van invertir diners en la formació literària i de virtuts de les seves filles per dotar-les d'habilitats que agradarien als futurs marits. Epictet suggereix que a l'edat de 14 anys es considerava que les nenes ja eren dones adultes i començaven a entendre la inevitabilitat del seu futur paper com a esposes. Van aprendre la modèstia mitjançant instruccions explícites i educació.
La vida dels nens i les nenes començava a divergir dramàticament després de la majoria d'edat, i els memorials a les dones reconeixen les seves qualitats domèstiques molt més sovint que els èxits intel·lectuals. Les habilitats que una matrona romana necessitava per dirigir una llar requeria formació, i les mares probablement van transmetre els seus coneixements a les seves filles d'una manera adequada a la seva situació de la vida, donat l'èmfasi de la societat romana en el tradicionalisme. La virginitat i la puresa sexual eren una qualitat valorada culturalment i es considerava vital per a l'estabilitat tant de la família com de l'estat. La violació d'una noia soltera representava una amenaça per a la seva reputació i casabilitat, i de vegades s'imposava la pena de mort a la filla no casta. L'emperador August va introduir la legislació matrimonial, la Lex Papia Poppaea, que premiava el matrimoni i la natalitat. La legislació també imposava sancions als joves que no es casaven i als que cometien adulteri. Per tant, el matrimoni i la maternitat es va legalitzar entre els 25 i 60 anys d'edat per als homes i 20 i 50 per a les dones.

## Les dones a la família i la Llei

### Sempre una nena
Tant les filles com els fills estaven subjectes a la patria potestas, el poder que exercia el seu pare com a cap de família (pater familias). Una llar romana es considerava un col·lectiu (corpus, un «cos») sobre el qual el pater familias dominava (dominium). Els esclaus, que no tenien cap dret legal, formaven part de la llar com a propietat. Al començament de l'Imperi, la posició legal de les filles diferia poc o gens de la dels fills. Si el pare moria sense testament, el dret d'una filla a compartir la propietat familiar era igual al d'un fill, tot i que la legislació del segle ii aC havia intentat limitar aquest dret. Fins i tot, a part de l'estatus legal, les filles no semblen menys estimades a la família romana que els fills, tot i que s'esperava que els fills asseguressin la condició familiar seguint els seus pares a la vida pública.
El pater familias tenia el dret i el deure de trobar un marit per a la seva filla, i normalment es concertaven els primers matrimonis. Tècnicament, la parella havia de tenir l'edat suficient pel consentiment (12 anys per a les noies i 14 anys per als nois), tot i que a la pràctica els nois semblen tenir una mitjana de cinc anys més. Entre l'elit, 14 any era l'edat de transició de la infància a l'adolescència, però es podria organitzar un compromís per motius polítics quan la parella era massa jove per casar-se i, en general, les dones nobles es casaven més joves que les dones de les classes baixes. La majoria de les dones romanes s'havien casat a la fi de la seva adolescència (al voltant dels 20 anys d'edat). S'esperava que una nena aristocràtica fos verge quan es casés, com podia indicar la seva jove edat. Una filla podia legítimament rebutjar el matrimoni concertat pels seus pares només mostrant que el marit proposat tenia un mal caràcter.

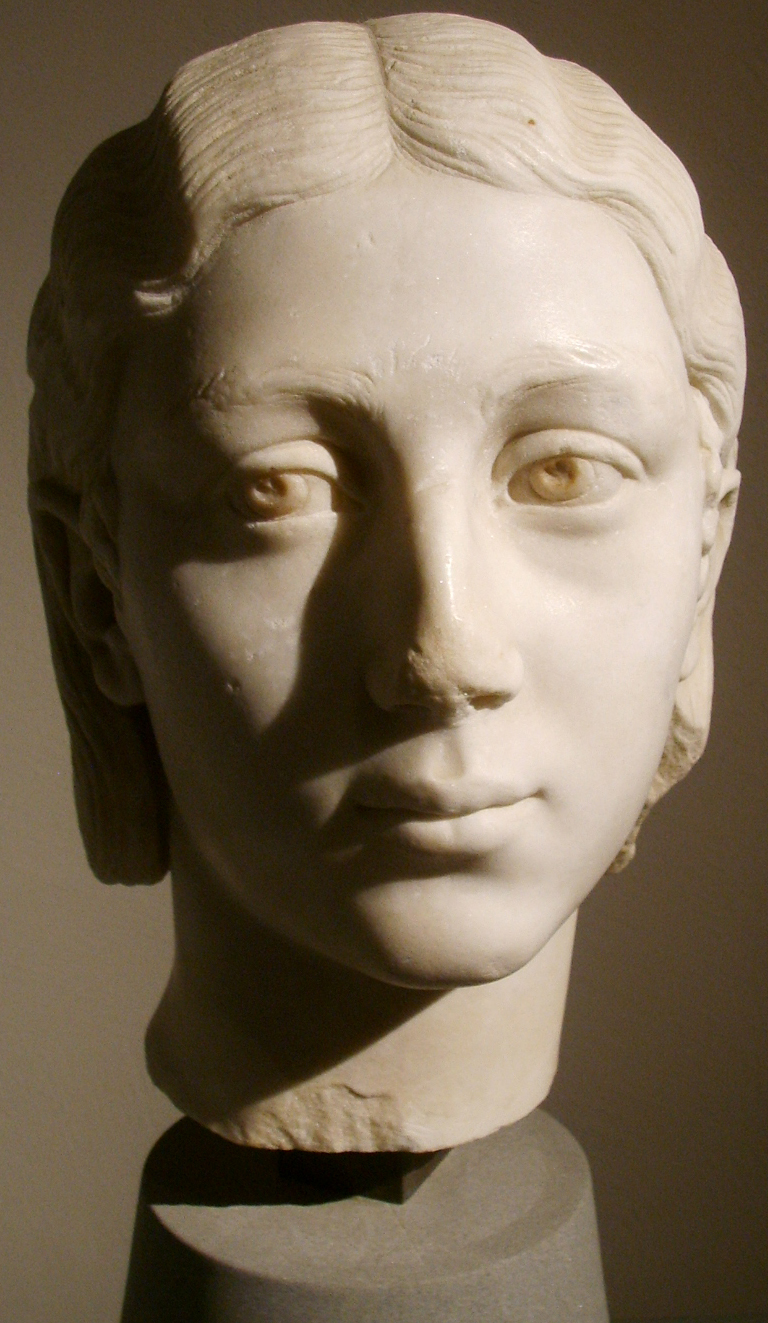
Bust d'una jove romana. Principis del segle iii
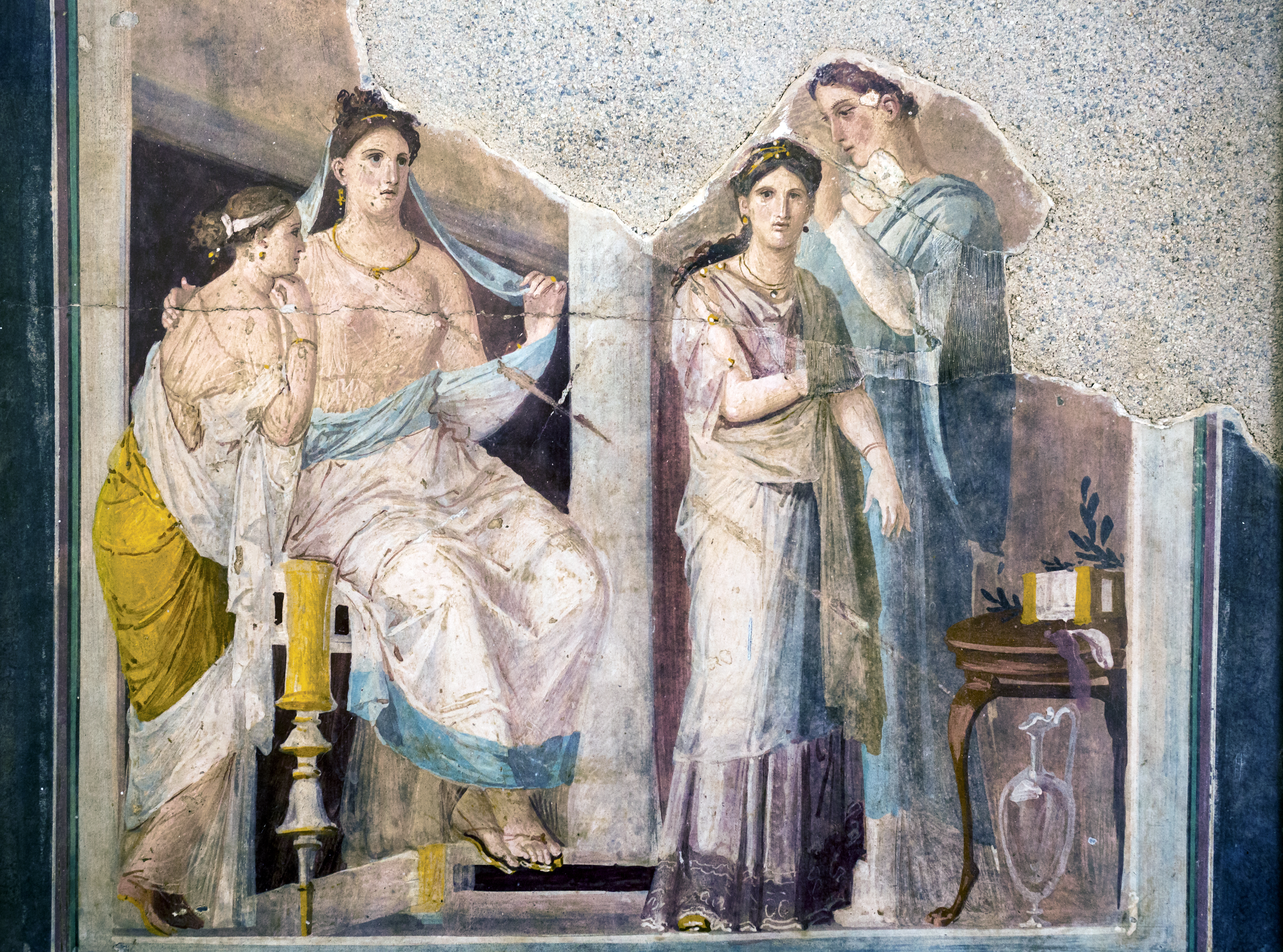
Vestit de sacerdotessa o núvia. Fresc romà d'Herculà, Itàlia (1-79)
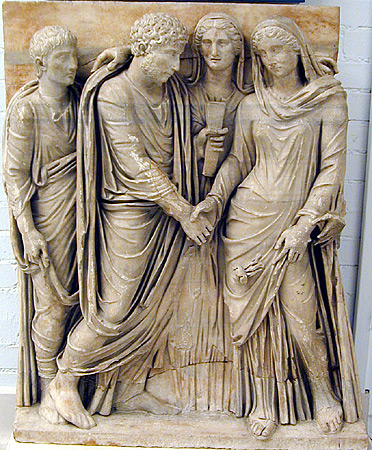
Relleu que mostra una cerimònia de matrimoni romà. Museu de Capodimonte

A principis de la República, la núvia es sotmetia a la potestas del seu marit, però en menor grau que els seus fills. No obstant això, a principis de l'Imperi, la relació jurídica d'una filla amb el seu pare es mantenia sense canvis quan es casava, tot i que es traslladava a la casa del seu marit. Aquest acord va ser un dels factors en el grau d'independència que gaudien les dones romanes en relació amb les de moltes altres cultures antigues i fins al començament del període modern; tot i que havia de respondre legalment al seu pare, no duia la vida diària sota el seu control directe, i el seu marit no tenia cap poder legal sobre ella.
S'esperava que una filla fos deferent cap al seu pare i que es mantingués lleial, fins i tot si això significava haver de diferir amb els seus marits. La «deferència» no sempre era absoluta. Després d'organitzar els dos primers matrimonis de la seva filla, Ciceró va desaprovar (encertadament, segons va resultar) la seva elecció per casar-se amb el poc fiable Dolabel·la, però es va trobar incapaç d'evitar-ho.
Una filla mantenia el seu propi cognom (nomen) per tota la vida, sense assumir el del seu marit. Els nens solien prendre el nom del pare. Però en el període imperial, els nens de vegades podien fer que el nom de la seva mare fos part del seu nom o fins i tot l'adoptessin.

## Les dones i la sexualitat
Des de l'inici de la república romana, es va posar un gran èmfasi en la virginitat de la dona. Pudicitia (castedat) era una deessa de la puresa femenina, i era venerada per les dones romanes. Només aquells que eren verges tenien permís per entrar al seu temple.
La vida sexual d'una dona començava amb la consumació del seu matrimoni al cubiculum del seu marit, o en una habitació privada on els esclaus no entraven. A les cases romanes era freqüent que els homes i les dones tinguessin cadascun les seves pròpies cubicula, cosa que els permetia participar en vides sexuals separades les unes de les altres. Tot i que s'esperava que les dones només tinguessin relacions sexuals amb els seus marits, era habitual que els homes tinguessin moltes parelles sexuals al llarg de la seva vida.
Després del matrimoni, les dones eren vigilades dins de la llar per evitar qualsevol comportament adúlter. Per exemple, la segona esposa de Juli Cèsar, Pompeia, destaca bé aquest punt en intentar mantenir relacions privades amb Publi Clodius. La mare de Juli Cèsar, Aurèlia, supervisava les accions de Pompeia i va impedir les seves reunions privades. La mera possibilitat que Pompeia cometés adulteri va fer que Cèsar es divorciés d'ella.

### La campanya d'August sobre les dones i la família
L'obsessió per la puresa de la dona i el seu paper d'esposa fidel i mare obedient a la família van augmentar durant el regnat d'August. Aquesta campanya general per millorar la dinàmica familiar va començar entre el 18 i el 17 aC. Les noves lleis d'August van dirigir-se tant a homes com a dones d'entre 20 i 55 anys, que eren recompensats per tenir relacions saludables i eren castigats si no estaven casats o no tenien fills. A més, August va fer complir el divorci i el càstig de les dones adúlteres. Les dones sota el seu govern podien ser castigades als jutjats per adulteri i desterrades. Això va canviar les relacions de la dona de ser privades per convertir-se en un assumpte públic regulable. Per tant, el palau va ser assegurat i impulsat per aquesta idea que les dones serien retornades als seus llocs adequats com a esposes i mares castes i, per tant, es restabliria l'ordre domèstic. August va arribar a castigar i exiliar la seva pròpia filla, Júlia, per haver tingut relacions extramatrimonials.

### Les dones i la Llei
Mai no hi va haver cap cas al jutjat en què la baralla no fos iniciada per una dona. Si Manilia no és demandada, serà la demandant; ella mateixa emmarcarà i ajustarà les súpliques; estarà preparada per instruir al mateix Cels com obrir el seu cas i com exigir els seus punts.

Juvenal, Sàtires VI 
Tot i que els drets i l'estatus de les dones en el primer període de la història romana estaven més restringits que a finals de la República i l'Imperi, ja al segle v aC les dones romanes podien posseir terres, escriure els seus propis testaments i comparèixer als tribunals. L'historiador Valeri Màxim dedica una secció de la seva obra Sobre fets i discursos memorables (Factorum et dictorum memorabilium libri IX) a les dones que dirigien casos en nom seu o en nom d'altres. Aquestes dones van demostrar la seva habilitat com a oradores als tribunals en un moment en què l'oratòria es considerava una recerca decisiva dels homes romans més ambiciosos.

Una d'aquestes, Maesia Sentinas, s'identifica pel seu origen a la ciutat de Sentínum i no, com era costum, per la seva relació amb un home. La independent Maesia va parlar en defensa seva i va ser absolta gairebé per unanimitat després d'un breu judici perquè parlava amb molta força i eficàcia. Però com que aquestes característiques es consideraven masculines, l'historiador va opinar que, sota el seu aspecte femení, tenia un «esperit viril» i, després, se li va anomenar «l'Andrògina». L'habilitat de Maesia per presentar un cas «metòdicament i enèrgicament» suggereix que, tot i que les dones no participaven en plets regularment en un tribunal obert, però tenien experiència en declaracions privades i en un tribunal familiar. Afrània, l'esposa d'un senador durant l'època de Sul·la, apareixia amb tanta freqüència davant el pretor que presidia el tribunal, tot i que tenia defensors masculins que podien haver parlat per ella, que va ser acusada de calúmnia, un processament maliciós. En conseqüència, es va promulgar un edicte que prohibia a les dones presentar reclamacions en nom d'altres, amb el motiu que posava en perill la seva pudicitia, la modèstia adequada a l'estatus de cadascú.

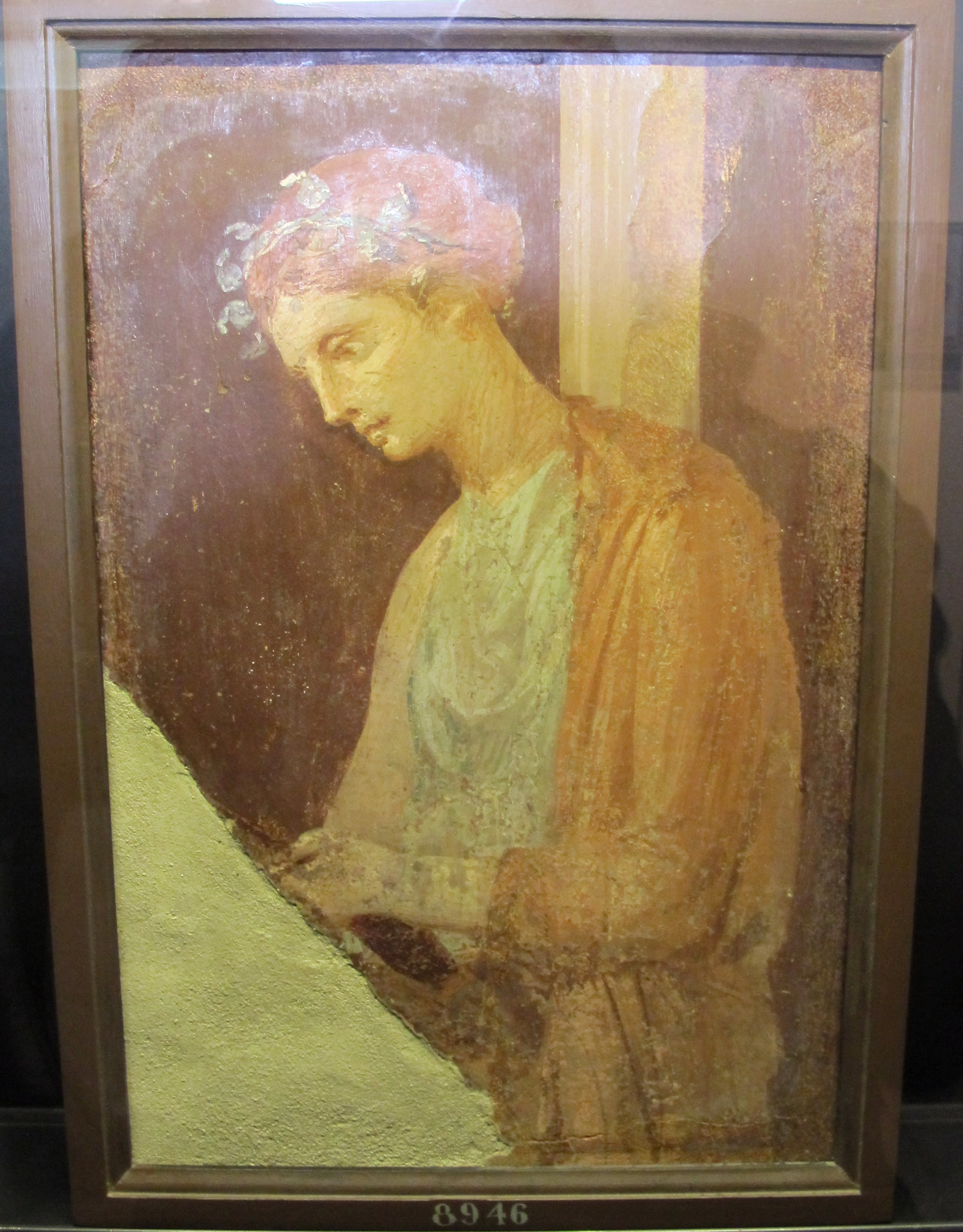
Fresc romà d'una donzella rossa llegint un text. Quart estil pompeià (60-79 dC), Pompeia, Itàlia

S'ha assenyalat que, tot i que sovint les dones eren criticades per la seva impotència i desconeixement de la llei i, per tant, necessitaven protecció per part dels defensors masculins, en realitat es prenien mesures per restringir-ne la influència i l'eficàcia. Tot i aquesta restricció específica, hi ha nombrosos exemples de dones que prenien accions informades en qüestions legals a la Baixa República i el Principat, incloses les que dictaven l'estratègia legal als seus defensors entre bastidors.
Una dona emancipada es convertia legalment en sui iuris, o la seva pròpia persona, i podia posseir béns i disposar-ne segons cregués convenient. Si un pater familias moria abintestat, la llei exigia la divisió igualitària dels seus béns entre els seus fills, independentment de la seva edat i sexe. Es podia impugnar un testament que fes una altra cosa o emancipés qualsevol membre de la família sense el degut procés legal. A partir de finals de la República, una dona que heretés una participació igual als seus germans hauria estat independent del control agnàtic.
Com en el cas dels menors, una dona emancipada tenia un guardià legal (tutor) designat per a ella. No obstant això, conservava els seus poders d'administració i el propòsit principal, si no l'únic, del tutor era donar el consentiment formal a les accions. El tutor no tenia res a dir en la seva vida privada i una dona sui iuris es podia casar amb qui volgués. Una dona també tenia certes vies de recurs si volia substituir un tutor obstructiu. Sota August, una dona que havia guanyat el ius trium liberorum (el dret legal a certs privilegis després de tenir tres fills), també va ser alliberada de la tutela, i l'emperador Claudi va prohibir la tutela agnàtica. El paper de la tutela com a institució legal va disminuir gradualment i, cap al segle ii, el jurista Gai va dir que no hi veia cap motiu. La cristianització de l'Imperi, que va començar amb la conversió de l'emperador Constantí a principis del segle iv, va acabar tenint conseqüències per a l'estatus legal de les dones.

### El matrimoni
Les inscripcions de tombes familiars de respectables romans suggereixen que el matrimoni romà ideal era de fidelitat mútua, en què marit i esposa compartien interessos, activitats i propietats.
Durant el primer període de la República Romana, una núvia passava del control del seu pare a la «mà» (manus) del seu marit. Després se sotmetia a la potestas del seu marit, encara que en menor grau que els seus fills. En els primers períodes de la història romana, el matrimoni manus significava que una dona casada era subjugada pel seu marit, però aquest costum es va extingir al segle i aC, a favor del matrimoni «lliure» que no atorgava cap dret al marit sobre la seva esposa, o tenia algun efecte canviant sobre l'estatus de la dona. Durant l'època clàssica del dret romà, el matrimoni no requeria cap cerimònia, sinó només una voluntat mútua i un acord per conviure junts en harmonia. Les cerimònies matrimonials, els contractes i altres formalitats només estaven destinades a demostrar que una parella s'havia casat. Segons la llei romana antiga o arcaica, els matrimonis eren de tres tipus:
- confarreatio, simbolitzada pel repartiment del pa (panis farreus);
- coemptio, per la compra de la dona; i
- usus, per convivència mútua.

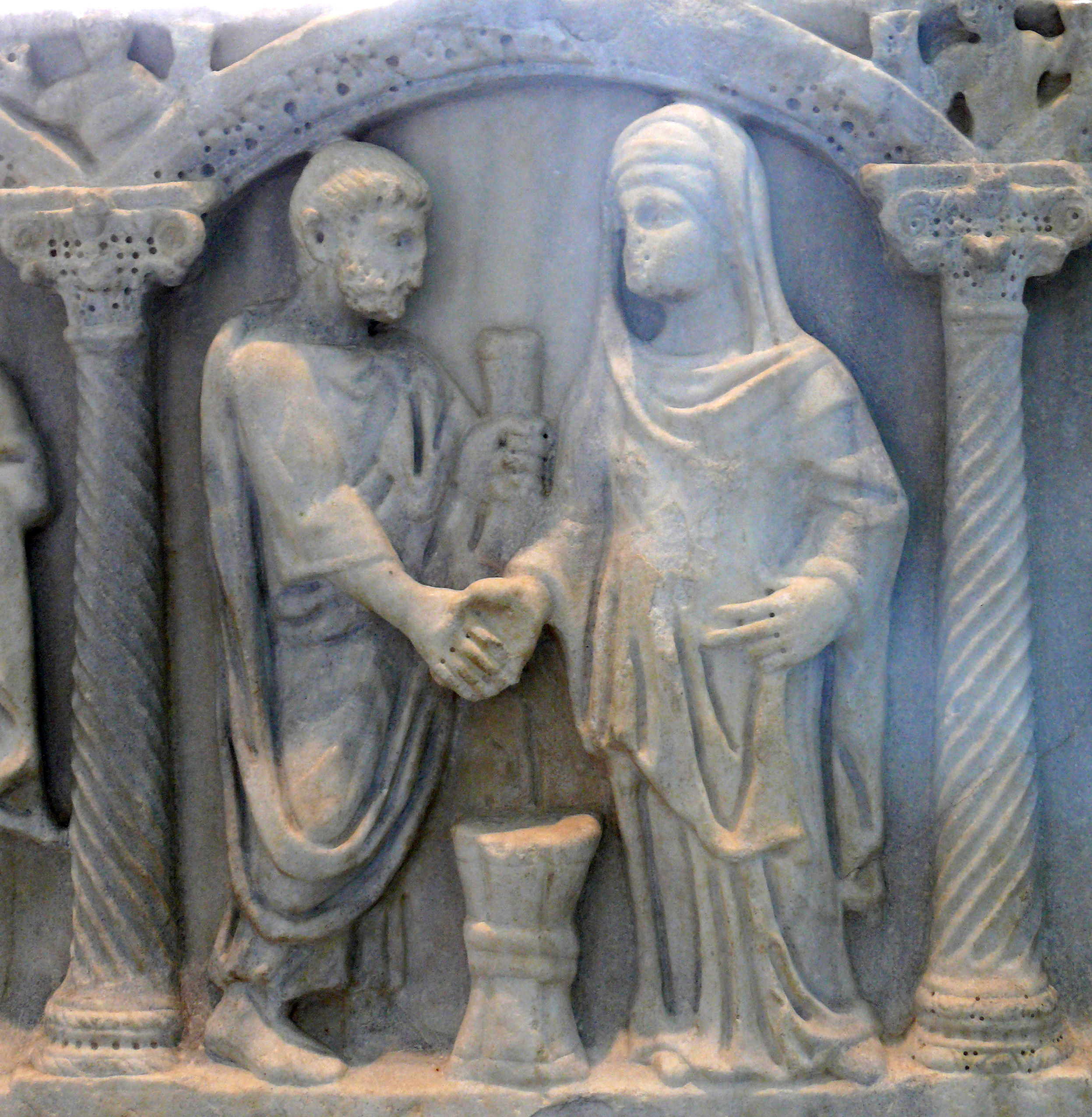
Parella romana en la unió de mans cerimonial; el cinturó nuat de la núvia simbolitzava que el seu marit estava «cenyit i lligat» a ella. Sarcòfag del

Els patricis sempre es casaven per confarreatio, mentre que els plebeus es casaven per aquests dos darrers tipus. Si es casaven per usus, si una dona estava absent durant tres nits consecutives com a mínim un cop a l'any, evitava que el seu marit hi establís un control legal. Això es diferenciava del costum atenenc de matrimoni concertat i esposes segrestades (raptio) que no se suposava que caminaven pel carrer sense escorta.
La forma de matrimoni coneguda com a manus era la norma a principis de la República, però va ser menys freqüent després. Sota aquesta primera forma de matrimoni, la núvia passava a la «mà» del seu marit; és a dir, era traslladada de la potestas del seu pare a la del seu marit. El seu dot, els drets d'herència transferits a través del seu matrimoni i els béns adquirits per ella després del matrimoni li pertanyien. Els marits podien divorciar-se per motius d'adulteri i s'han registrat alguns casos de divorci per infertilitat de la dona. El matrimoni manus era una relació desigual; canviava els hereus abintestats d'una dona dels seus germans als seus fills, no perquè fos la seva mare, sinó perquè, en dret, la seva posició era la mateixa que la d'una filla del seu marit. Sota les maneres, s'esperava que les dones obeïssin els seus marits en gairebé tots els aspectes de la seva vida.
Aquesta forma arcaica de matrimoni manus va ser en gran part abandonada durant l'època de Juli Cèsar, quan una dona romania sota l'autoritat del seu pare per llei, fins i tot quan es traslladava a casa del seu marit. Aquest acord va ser un dels factors de la independència de la qual les dones romanes gaudien en relació amb les de moltes altres cultures antigues i fins al període modern.
L'anomenat matrimoni «lliure» no va provocar cap canvi en l'estatus personal ni de la dona ni del marit. El matrimoni «liure» normalment implicava dos ciutadans, o un ciutadà i una persona que posseïen drets llatins, i en el període imperial posterior i amb permís oficial, ciutadans soldats i no-ciutadans. En un matrimoni «lliure», la núvia aportava un dot al marit; si el matrimoni acabava sense causa d'adulteri, es tornava la major part. Segons la llei de la separació de béns, els regals entre cònjuges no eren reconeguts com a tals; si una parella es divorciava o fins i tot vivia separada, el donant podia recuperar el regal.

#### El divorci

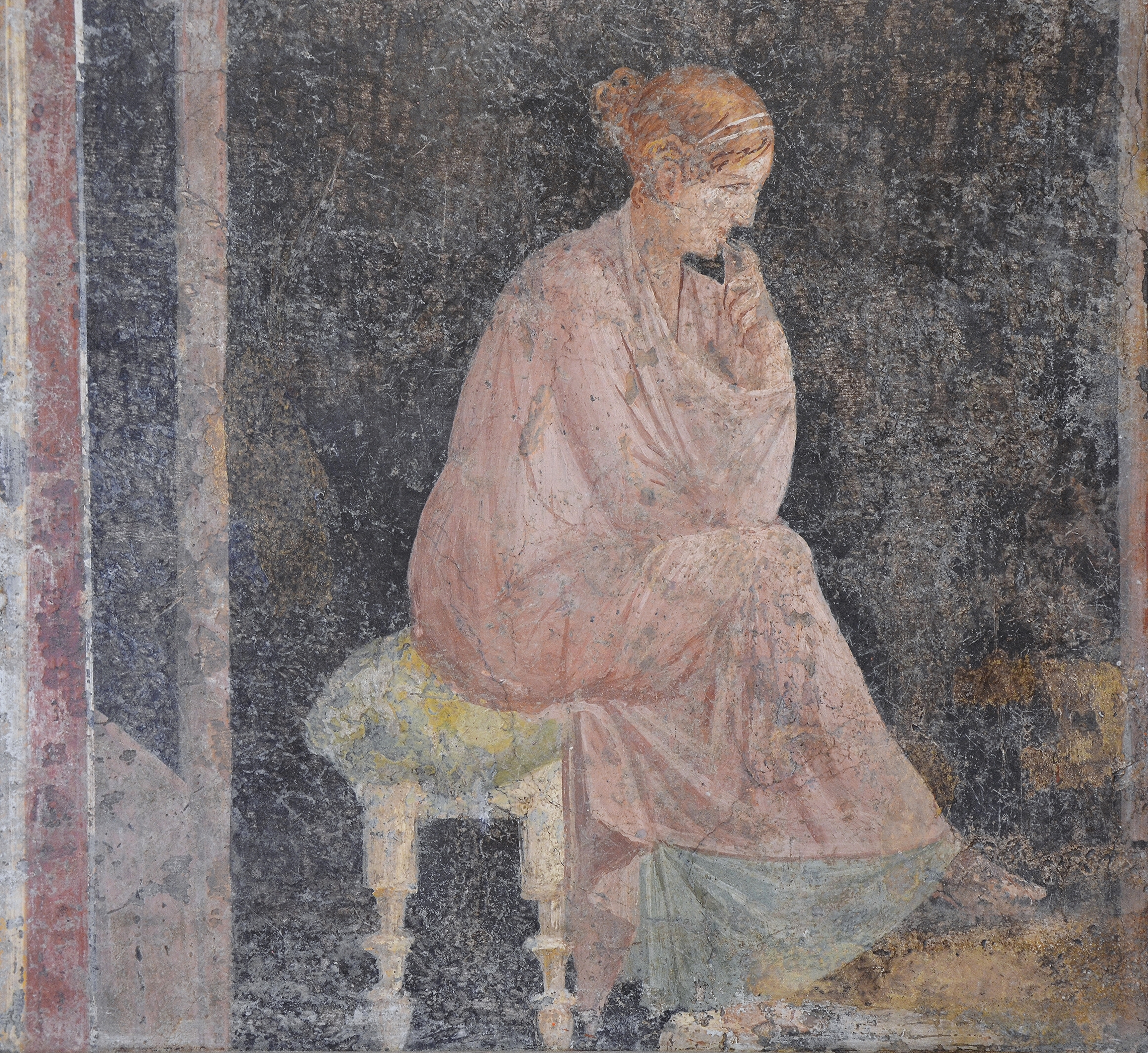
Fresc d'una dona asseguda d'Estàbia,

El divorci era un assumpte legal, però relativament informal, que consistia principalment en que una dona sortís de casa del seu marit i recuperés el dot. Segons l'historiador Valerius Maximus, ja es produïen divorcis cap al 604 aC o anteriors, i el codi de la llei, tal com va ser incorporat a mitjan segle v aC per les Dotze Taules, preveu el divorci. El divorci era socialment acceptable si es duia a terme dins de les normes socials (mos maiorum). A l'època de Ciceró i Juli Cèsar, el divorci era relativament comú i «lliure de vergonya», el tema de les tafaneries en lloc d'una desgràcia social. Valeri diu que Lucius Annius va ser desaprovat perquè es va divorciar de la seva esposa sense consultar als seus amics; és a dir, va emprendre l'acció per als seus propis propòsits i sense tenir en compte els seus efectes a la seva xarxa social (amicitia i clientela). Així, els censors del 307 aC el van expulsar del Senat per turpitud moral.
Però en altres llocs s'afirma que el primer divorci es va produir el 230 aC, moment en què Dionisi d'Halicarnàs va assenyalar que «Spurius Carvilius, un home distingit, va ser el primer a divorciar-se de la seva esposa» per infertilitat. Probablement es tractava d'Espuri Carvili Màxim Ruga, que va ser cònsol entre el 234 i el 228 aC. Les proves són confuses.
Durant el període clàssic del dret romà (República tardana i Principat), un home o una dona podia posar fi al matrimoni simplement perquè volia, i sense cap altra raó. Si una dona podia demostrar que el cònjuge no valia res, podia conservar els fills. Com que la propietat s'havia mantingut separada durant el matrimoni, el divorci d'un matrimoni «lliure» era un procediment molt fàcil.

#### Les segones núpcies

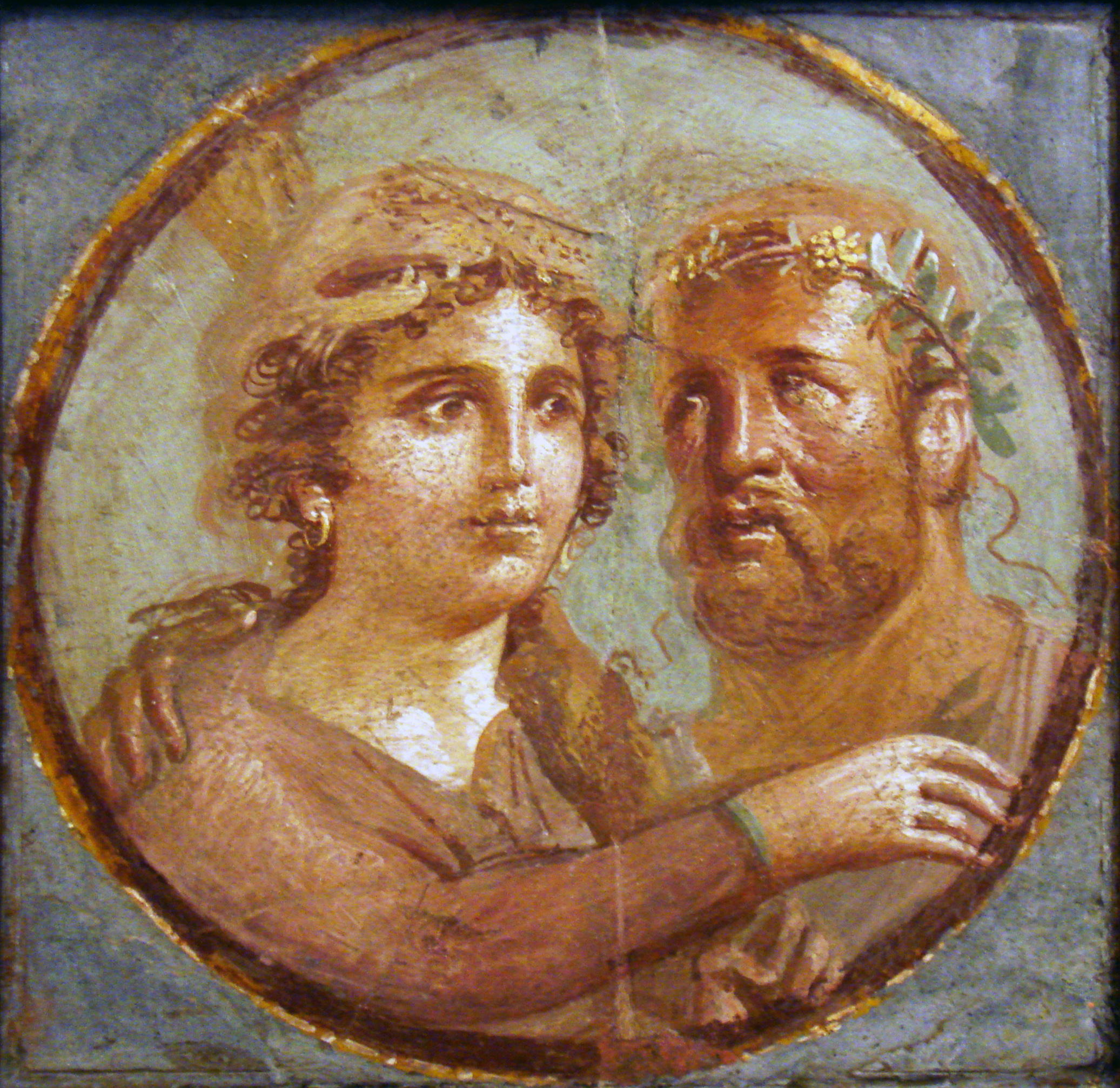
Hèracles i Òmfale. Fresc romà, quart estil pompeià (45-79). Museu Arqueològic Nacional de Nàpols, Itàlia

La freqüència de nous matrimonis entre l'elit era elevada. Les ràpides segones núpcies no eren inusuals, i potser fins i tot habitual, per als romans aristocràtics després de la mort d'un cònjuge. Tot i que no es va dictar un període d'espera formal per a un vidu, era costum que una dona romangués en dol durant 10 mesos abans de tornar a casar-se. La durada permetia l'embaràs; si una dona s'hagués quedat embarassada just abans de la mort del seu marit, el període de deu mesos garanteix que cap qüestió de paternitat, que pugui afectar l'estatus social i l'herència del nen, s'adhereixi al naixement. Cap llei prohibia el casament de les dones embarassades i hi ha casos ben coneguts; August es va casar amb Lívia quan portava el fill del seu antic marit i el Col·legi dels Pontífexs va dictaminar que era admissible sempre que es determinés primer el pare del nen. L'anterior marit de Livia fins i tot va assistir al casament.
Com que els matrimonis d'elit sovint es produïen per motius polítics o patrimonials, una vídua o divorciada amb béns en aquestes àrees s'enfrontava a molts obstacles per tornar a casar-se. Era molt més probable que s'emancipés legalment una núvia per primera vegada i que pogués tindre la paraula en l'elecció del marit. Es creu que els matrimonis de Fúlvia, qui va comandar tropes durant l'última guerra civil de la República i que va ser la primera dona romana a tenir la seva cara en una moneda, indiquen les seves pròpies simpaties i ambicions polítiques; es va casar primer amb la campió popular Publi Clodi Pulcre, qui va ser assassinat al carrer després d'una llarga disputa amb Ciceró; després amb Gai Escriboni Curió, una figura de menys certesa ideològica que en el moment de la seva mort havia arribat a Juli Cèsar; i finalment amb Marc Antoni, l'últim oponent als oligarques republicans i el futur primer emperador de Roma.
L'observador grec Plutarc indica que un segon casament entre romans probablement seria un assumpte més tranquil, ja que una vídua encara sentia l'absència del seu marit mort i una divorciada hauria de sentir vergonya. Però, tot i que les circumstàncies del divorci poden ser vergonyoses, i mantenir-se casat amb la mateixa persona per tota la vida era ideal, no hi va haver cap desaprovació general de les segones núpcies; al contrari, el matrimoni es considerava la condició adequada i desitjable de la vida adulta tant per als homes com per a les dones. Cató el Jove, qui es presentava a si mateix com un parangó modelat amb el seu homònim moral, va permetre a la seva esposa embarassada Màrcia divorciar-se d'ell i casar-se amb Hortensi, no volent oferir la seva filla petita a l'orador de 60 anys. Després que la vídua Màrcia va heretar una riquesa considerable, Cato es va casar de nou amb ella en una cerimònia que tenia pocs formalismes. No obstant això, es podria escarnir a les dones per casar-se massa sovint o capritxosament, sobretot si es podia donar a entendre que els motius eren l'apetit sexual i la vanitat.

#### El concubinatge

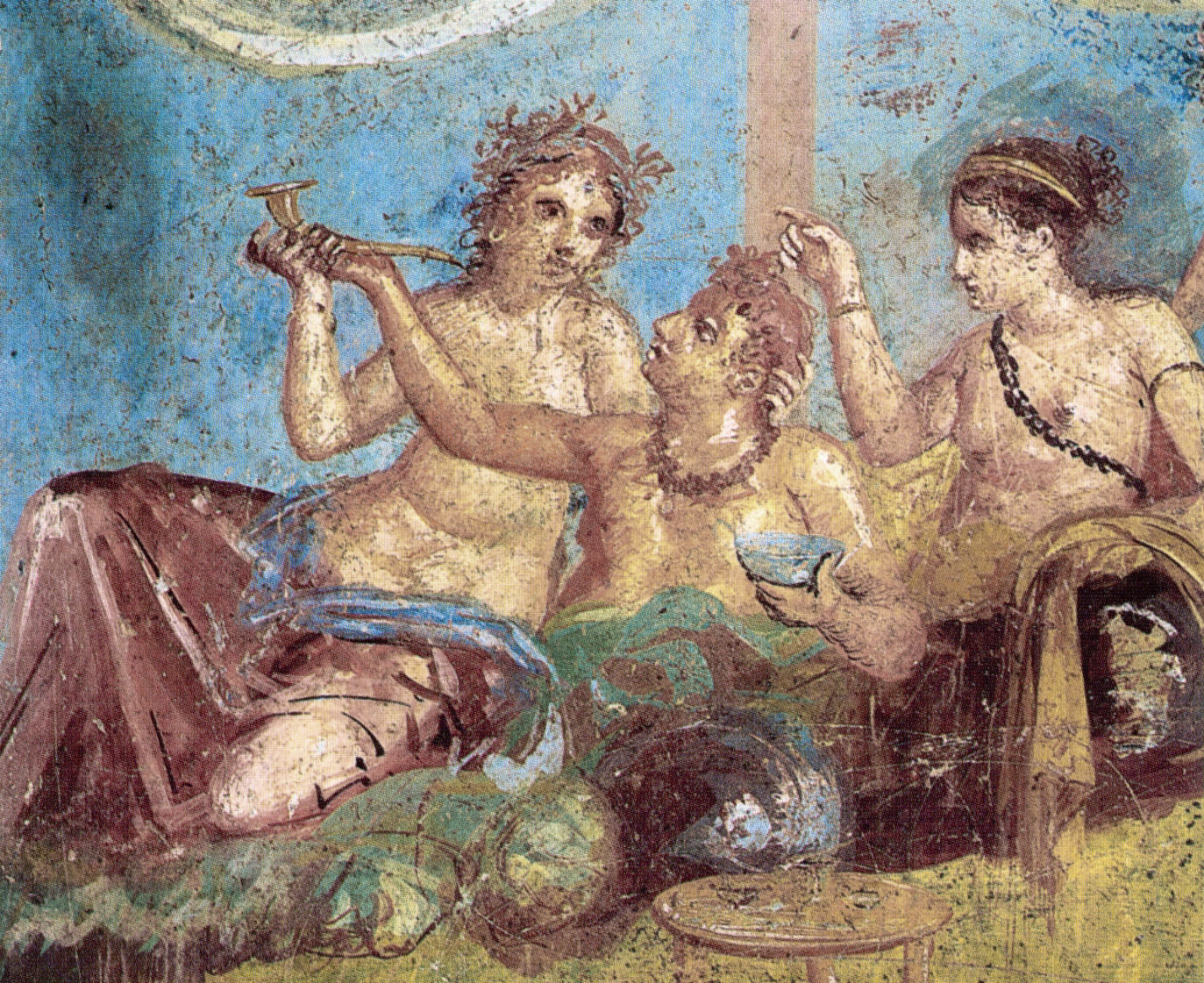
Fresc romà amb una escena de banquet de la Casa dei Casti Amanti (Pompeia)

La llei romana definia una concubina com una dona que vivia en una relació monògama permanent amb un home que no era el seu marit. No hi havia deshonor en ser concubina ni viure amb una concubina, i una concubina es podia convertir en esposa. Es podrien intercanviar regals entre les parelles en concubinatge, en contrast amb el matrimoni, que mantenia una separació de propietats més definida.
Les parelles solien recórrer al concubinatge quan la desigualtat de rang social era un obstacle per al matrimoni; per exemple, un home de rang senatorial i una dona socialment inferior, com ara una dona lliure o una persona amb un fons qüestionable de pobresa o prostitució. Podien viure en concubinatge dues parelles que no tinguessin el dret al matrimoni legal conegut com a conubium, o fins i tot una dona de classe social alta que estimés un home de baixa condició social. El concubinatge es diferenciava del matrimoni principalment en la situació dels fills nascuts de la relació. Els nens tenien el rang social de la seva mare, i no com era habitual el del seu pare.

#### L'abús domèstic
La llei romana clàssica no permetia cap tipus d'abús domèstic per part d'un marit a la seva esposa, però, com passa amb qualsevol altre delicte, es pot suposar que les lleis contra l'abús domèstic no ho impedien. Cató el Vell va dir, segons el seu biògraf Plutarc, «que l'home que colpejava la seva esposa o el seu fill, posava les mans violentes sobre les coses més sagrades. També va pensar que era més lloable ser un bon marit que un bon senador». S'esperava que un home d'estatus durant la República romana es comportés moderadament amb la seva esposa i es definís com un bon marit. Les pallisses a l'esposa eren motius suficients per al divorci o altres accions legals contra el marit.
L'abús domèstic entra en el registre històric principalment quan es tracta dels excessos flagrants de l'elit. L'emperador Neró hauria assassinat a la seva primera esposa (i germanastra) Clàudia Octàvia, després de sotmetre-la a tortures i empresonaments. Neró es va casar llavors amb la seva amant embarassada, Popea Sabina, a qui va matar a punt de parir per haver-lo criticat. Alguns historiadors moderns creuen que Popea va morir a causa d'un avortament involuntari o un part i que la història va ser exagerada per difamar a Neró. Se suposa que el menystingut Còmmode també va matar la seva esposa i la seva germana

### La maternitat
S'esperava que les dones romanes tinguessin fills, però les dones de l'aristocràcia, acostumades a un cert grau d'independència, van mostrar una creixent desinclinació per dedicar-se a la maternitat tradicional. Al segle i, la majoria de les dones d'elit evitaven alletar els pròpies nadons i contractaven dides (nutrix). Al segle ii ja no era infreqüent aquesta pràctica, quan el dramaturg còmic Plaute esmenta les matrones de forma eventual. Atès que la llet materna es considerava la millor per al nadó, les dones aristocràtiques encara podien optar per alletar, tret que les raons físiques ho impedissin. Si una dona escollia renunciar a alletar el seu propi fill, podia visitar la Columna Lactaria (Columna de la llet), on els pares pobres podien obtenir llet per als seus nadons com a caritat de les dides i els pares més rics podien contractar una dida. Es diu que Licinia, l'esposa de Cató el Vell (mort el 149 aC), va alletar no només el seu fill, sinó de vegades els infants dels seus esclaus, per fomentar «l'afecte fraternal» entre ells. A l'època de Tàcit (mort el 117), la lactància materna amb dides d'elit era idealitzada com a pràctica dels antics virtuosos.
El grau en què les dones romanes podrien esperar que els seus marits participessin en la criança de nens molt petits sembla variar l'època i és difícil de determinar. Sembla que els tradicionalistes dels valors familiars com Cató s'han interessat: a Cato li agradava estar present quan la seva dona banyava i aixugava el seu fill.

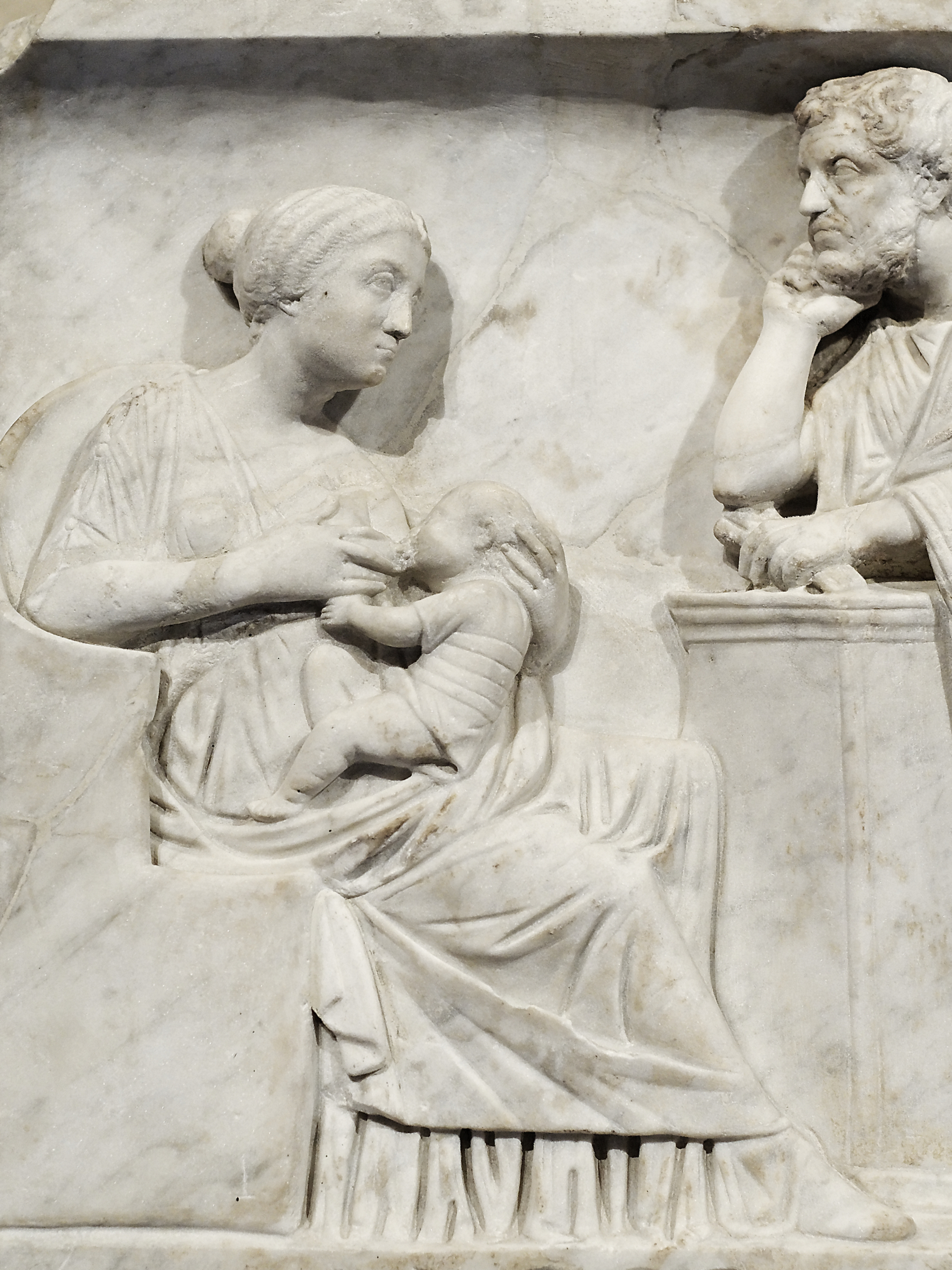
Mare alletant un nadó en presència del pare. Detall del sarcòfag d'un nen jove, ca. 150
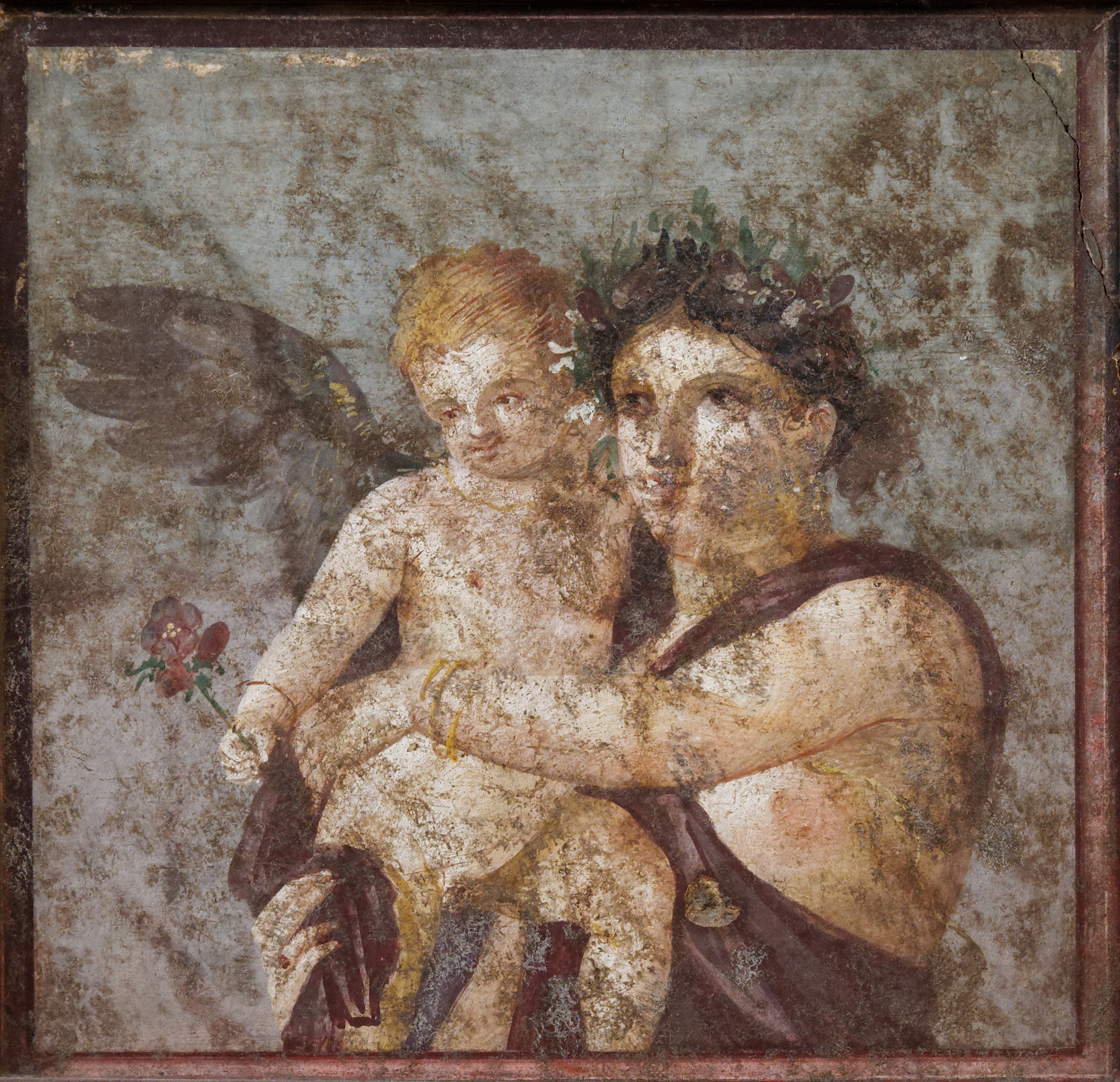
Mènades amb un Cupido als braços. Fresc romà, segle i

Les famílies nombroses no eren la norma entre l'elit ni tan sols a la República tardana; la família de Clodius Pulcher, que tenia almenys tres germanes i dos germans, era considerada inusual. La natalitat de l'aristocràcia va disminuir fins a tal punt que el primer emperador romà August (va regnar el 27 aC-14 dC) va aprovar una sèrie de lleis destinades a augmentar-la, incloent honors especials per a les dones que tinguessin almenys tres fills (Ius trium liberorum). A les dones solteres, divorciades, vídues o estèrils se'ls prohibia heretar béns, excepte quan estaven expressament nomenades en un testament.
Les dones romanes no només es valoraven pel nombre de nens que tenien, sinó també per la seva part en la criança i educació dels nens per convertir-se en bones ciutadanes. Per a tenir fills amb èxit, calia que ella mateixa fos una mare romana exemplar.
Una de les dones romanes més famoses per la seva força i influència com a mare va ser Cornèlia, la mare dels Gracs. Juli Cèsar, el pare del qual va morir quan ell era només un adolescent, va tenir una estreta relació amb la seva mare, Aurèlia, la influència política de la qual va ser essencial per evitar l'execució del seu fill de 18 anys d'edat durant les proscripcions de Sul·la.

## La vida diària
Les dones aristocràtiques gestionaven una llar gran i complexa. Com que les parelles riques sovint posseïen diverses cases i finques rurals amb dotzenes o fins i tot centenars d'esclaus, alguns dels quals eren educats i altament qualificats, aquesta responsabilitat era l'equivalent a dirigir una petita corporació. A més de la importància social i política d'entretenir els hostes, els clients i els dignataris visitants de l'estranger, el marit celebrava a casa les seves reunions de negocis del matí (salutatio). La casa (domus) també era el centre de la identitat social de la família, amb retrats ancestrals exposats al vestíbul d'entrada (atrium). Com que els homes aristòcrates més ambiciosos estaven freqüentment fora de casa en campanyes militars o obligacions administratives a les províncies, de vegades durant anys, el manteniment de les propietats i les decisions que sobre els afers de la família sovint es deixaven a les dones; per exemple, mentre Juli Cèsar estava fora de Roma durant la dècada del 50 aC, la seva esposa Calpúrnia era la responsable de tenir cura dels seus béns. Quan Ovidi va ser exiliat per August el 8, la seva esposa va explotar les connexions socials i les maniobres legals per aferrar-se a la propietat de la família, de la qual depenia la seva subsistència. Ovidi expressa el seu amor i admiració cap a ella amb abundància en la poesia que va escriure durant el seu exili.

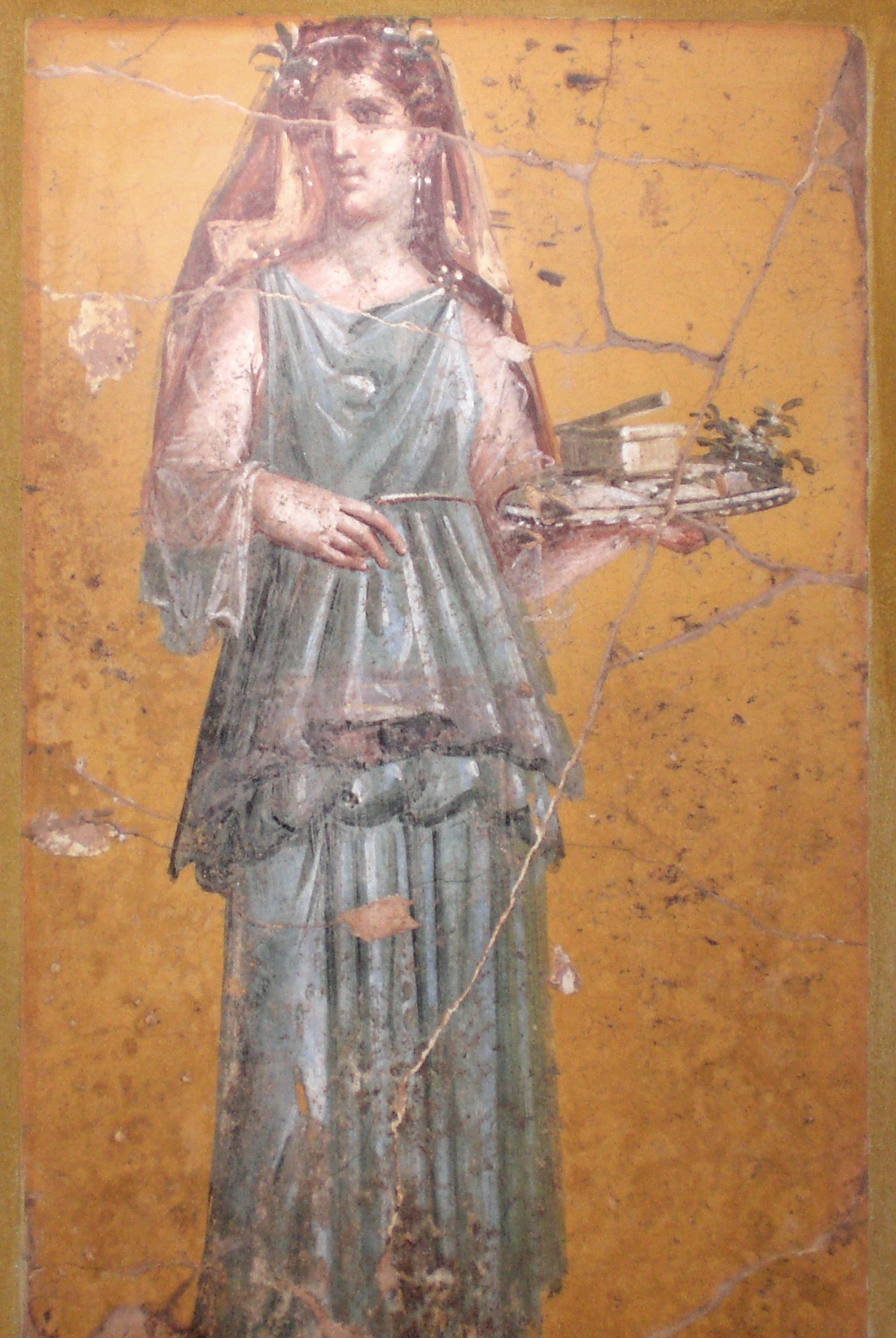
Pintura mural de la Vil·la San Marco (Estàbia), segle i
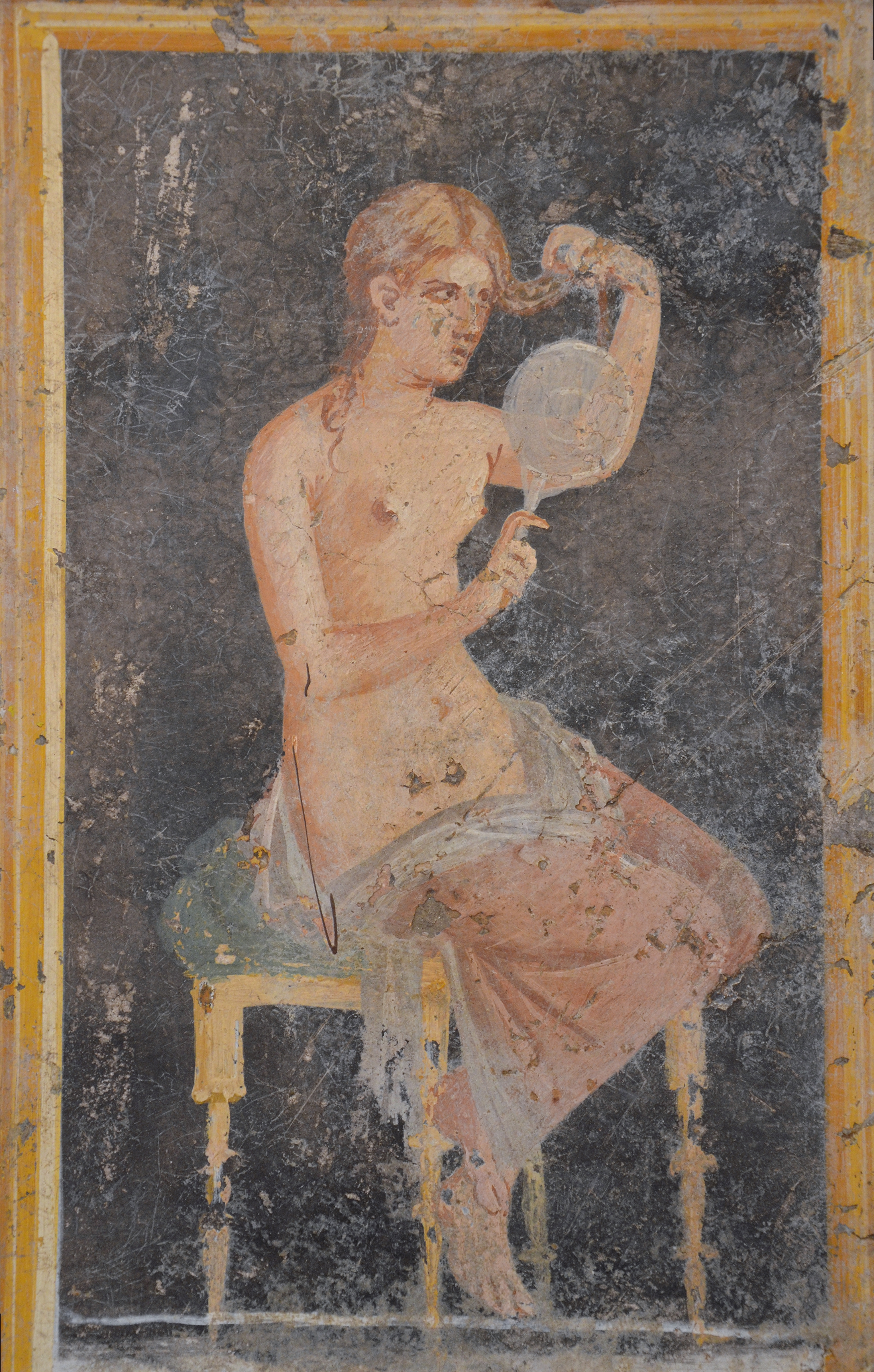
Una dona arreglant-se els cabells al mirall. Fresc de la Vil·la d'Ariadna (Estàbia), segle i

La frugalitat, la parsimònia i l'austeritat eren característiques de la matrona virtuosa.
Una de les tasques més importants per a les dones era supervisar en una llar gran la producció de roba. A principis del període romà, la filatura de la llana era una ocupació domèstica central, i indicava l'autosuficiència d'una família, ja que la llana es produïa a les seves finques. Fins i tot en un entorn urbà, la llana sovint era un símbol dels deures de la dona i els aparells per a filar podien aparèixer al monument funerari d'una dona per demostrar que era una bona i honorable matrona. S'esperava que fins i tot les dones de les classes altes poguessin filar i teixir en una virtuosa emulació dels seus avantpassats rústics, una pràctica ostentosament observada per Lívia.

### En els negocis

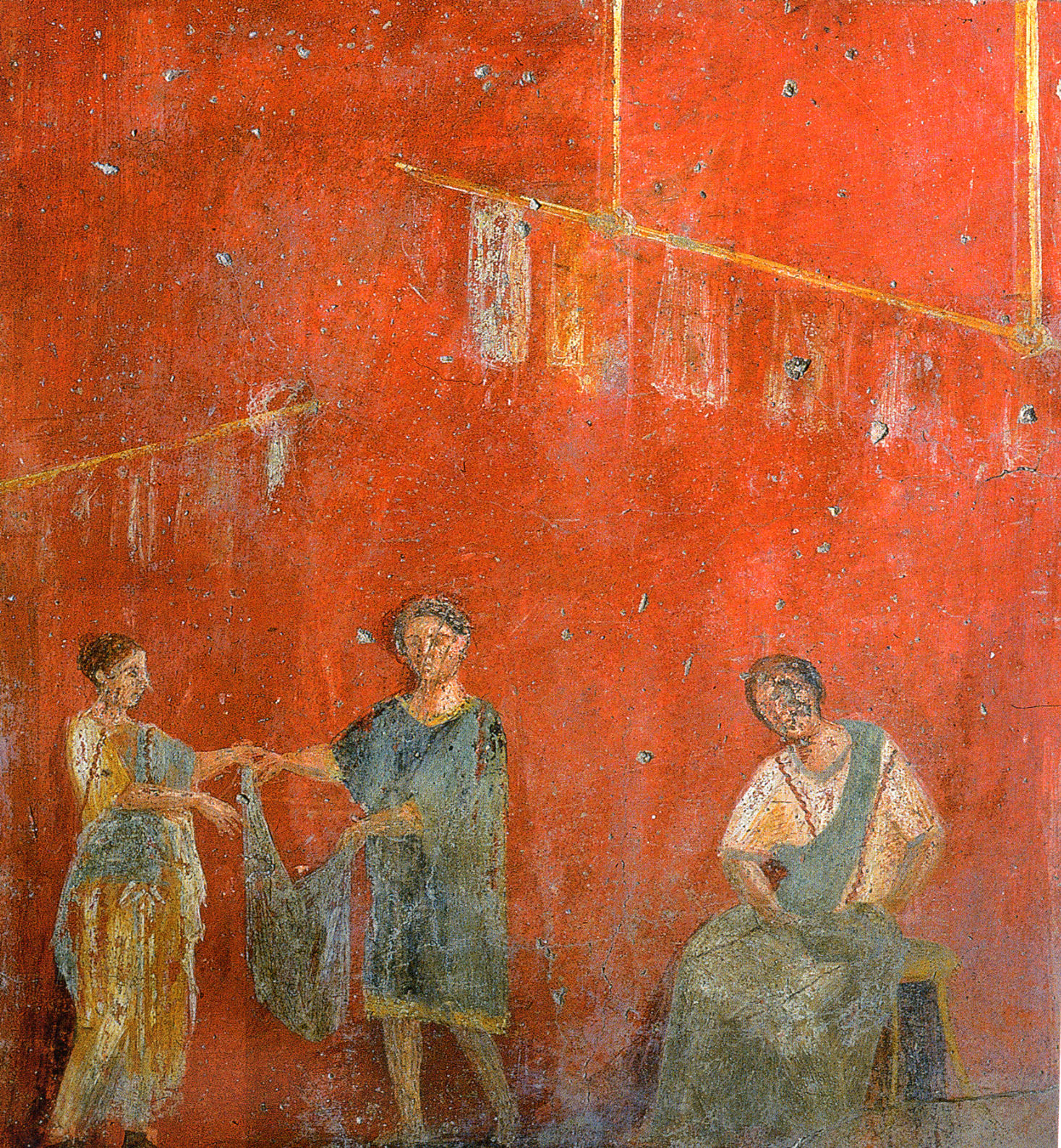
Dones i un home treballant junts en tenyint roba (fullonica). Pintura mural de Pompeia

«Una de les característiques més curioses d'aquella època», va observar l'erudit francès clàssic Gaston Boissier, «era que les dones semblen tan dedicades als negocis i tan interessades en les especulacions com els homes. Els diners són la seva primera preocupació. Treballen les seves finques, inverteixen els seus fons, presten i demanen préstecs. En trobem una entre els creditors de Ciceró i dues entre els seus deutors». Tot i que la societat romana no va permetre a les dones obtenir el poder polític oficial, sí que les va permetre iniciar negocis.
Fins i tot les dones riques no se suposava que fossin senyores ocioses. Entre l'aristocràcia, les dones i els homes prestaven diners als seus companys per evitar recórrer a un prestador. Quan Plini es plantejava comprar una propietat, va tenir en compte un préstec de la seva sogra com a garantia i no com a opció. Les dones també es van unir al finançament d'obres públiques, com sovint es documenta amb inscripcions durant el període imperial. La «il·legal» Politta, que apareix al Martiri de Pioni, posseïa finques a la província d'Àsia. Les inscripcions registren la seva generositat en finançar la renovació del gimnasium de Sardes.
Com que les dones tenien dret a la propietat, podrien participar en les mateixes transaccions comercials i pràctiques de gestió que qualsevol propietari de terres. Com passa amb els seus homòlegs masculins, la seva gestió dels esclaus sembla variar des de la cura relativa fins a la negligència i l'abús directe. Durant la Primera Guerra Servil, Megallis i el seu marit Damòfil van ser assassinats pels seus esclaus a causa de la seva brutalitat, però la seva filla es va salvar a causa de la seva bondat que li va concedir un pas segur fora de Sicília, juntament amb una escorta armada.
A diferència de la propietat de les terres, la indústria no es considerava una professió honorable per a aquells de rang senatorial. Ciceró va suggerir que per guanyar respectabilitat, un comerciant hauria de comprar terres. Però les actituds van canviar durant l'Imperi i Claudi va crear una legislació per animar les classes altes a dedicar-se al transport marítim. Es documenta que les dones de les classes altes posseïen i gestionaven empreses de transport marítim.
El comerç i la manufacturació no estan ben representats a la literatura romana, que va ser produïda per a l'elit i en gran part, però les inscripcions funeràries de vegades registren la professió del difunt, incloses les dones. Se sap que les dones són propietàries i gestionen fàbriques de maons. Una dona pot desenvolupar habilitats per complementar l'ofici del seu marit o gestionar aspectes del seu negoci. Àrtemis estava casada amb Dionís, el fabricant de cascs, tal com indica una tauleta de maledicció que demanava la destrucció de la seva llar, taller, treball i mitjans de subsistència. Sembla que s'ha considerat excepcional la situació de les dones corrents que posseïen un negoci. Les lleis durant el període imperial destinades a castigar les dones per adulteri eximien a les persones «que tenen càrrecs de qualsevol negoci o botiga».
Algunes ocupacions típiques per a una dona serien dida, actriu, ballarina o l'acròbata, la prostituta i la llevadora, no totes d'igual respecte. Les prostitutes i intèrprets com les actrius van ser estigmatitzades com a infames, persones que tenien poques proteccions legals encara que fossin lliures. Les inscripcions indiquen que una dona que era dida (nutrix) estava molt orgullosa de la seva ocupació. Les dones podien ser escribes i secretàries, incloses «noies entrenades per la bella escriptura», és a dir, cal·lígrafes. Plini el Vell dona una llista d'artistes i les seves pintures.
La majoria dels romans vivien a les insulae (edificis d'apartaments) i aquelles que allotjaven famílies pobres i plebeus i no-ciutadans normalment no tenien cuines. La necessitat de comprar menjar preparat significava que el menjar per emportar era un negoci pròsper. La majoria dels romans pobres, ja fossin homes o dones, joves o ancians, es guanyaven la vida gràcies al seu propi treball.

### En la política

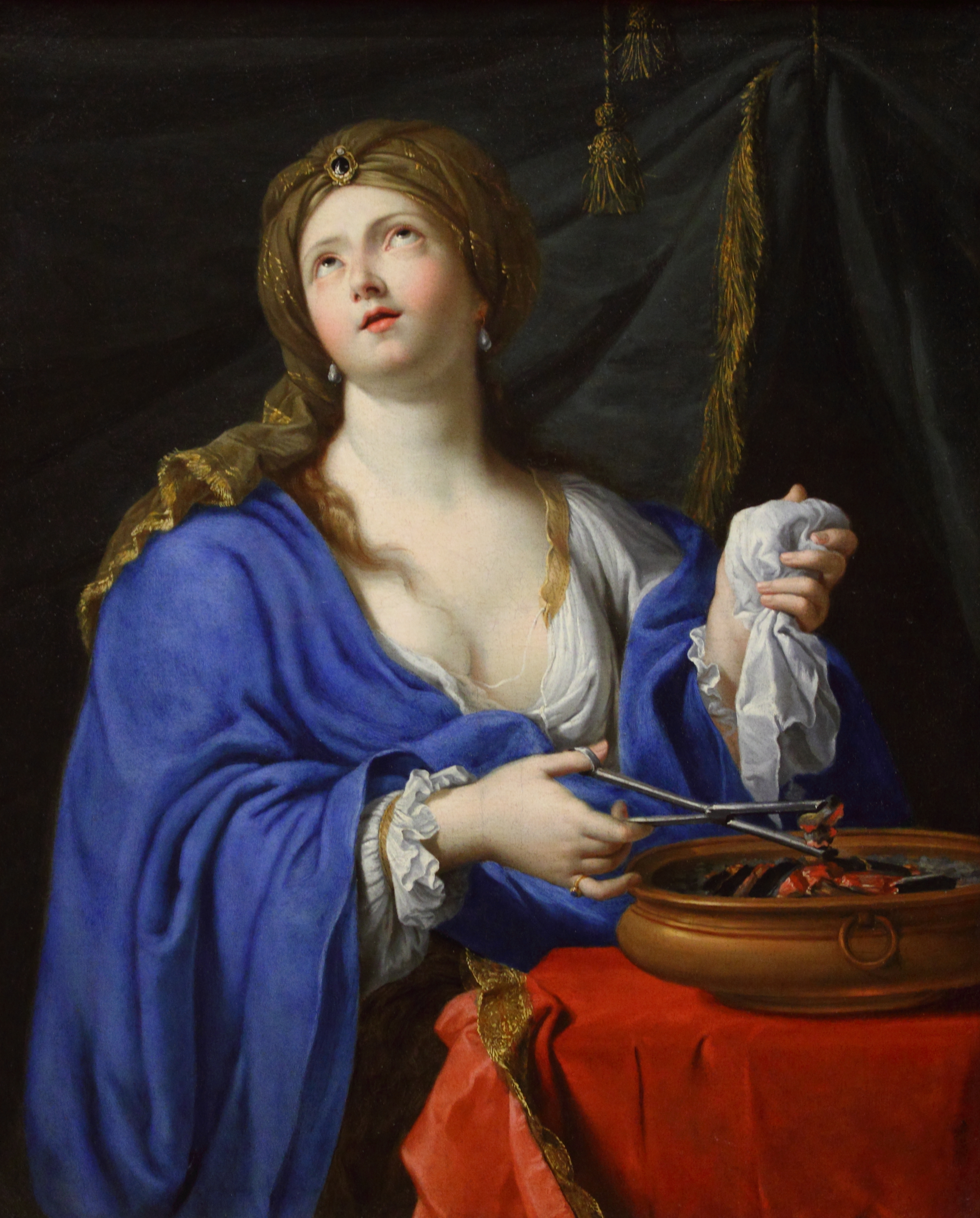
L'heroic suïcidi de Pòrcia, filla de Cató i esposa de Brut. Quadre del pintor francès Pierre Mignard

Les dones tenien un compromís limitat amb la política a l'esfera pública; entre l'elit, els moralistes exaltaven la domesticitat femenina. El sistema polític de l'antiga Roma implicava exclusivament homes, des de senadors fins a magistrats. Fins i tot es va impedir que les dones votessin. No es consideraven aptes per formar part de l'esfera política, ja que els homes creien que només eren adequades per a «elegància, adorn i decoració». Tanmateix, les dones d'elit podien manipular els seus marits i exercir amb elles el control sobre el món polític. En alguns casos, es considerava que les dones eren una amenaça per al govern masculí. Cató el Vell, va arribar a impedir que els nois joves assistissin a reunions senatorials per la por que transmetessin les novetats a les seves mares curioses. Ronald Syme assenyala, en referència a la política a la República tardana, que «les filles de la nobilitas no podien ser enganyades pel poder real i secret que prové de la influència. Compten més que el senador mitjà...». El relat de Livi sobre l'enquadrament i la derogació de la sumptuària Lex Oppia, aprovada durant la crisi de les guerres púniques, fa que l'arxitradicionalista Cató el Censor (234-149) descrigui les matrones de Roma, que van protestar col·lectivament contra la llei als carrers de Roma, com un «exèrcit de dones» que intenta soscavar l'autoritat del seu propi gènere i classe, fins i tot l'existència mateixa de Roma, en la seva recerca d'una llicència sense restriccions per gastar diners, que descriu com una malaltia especialment femenina que mai podria ser curada, només suprimida.
Durant les guerres civils que van acabar amb la República, Apià informa l'heroisme de les dones que van salvar els seus marits. Un epitafi conegut com Laudatio Turiae conserva l'elogi d'un marit per a la seva esposa, que durant la guerra civil després de la mort de Juli Cèsar va posar en perill la seva pròpia vida i va renunciar a les seves joies per enviar suport al seu marit a l'exili. Tots dos van sobreviure a la turbulència del moment per gaudir d'un llarg matrimoni. Pòrcia, filla de Cató el Jove i esposa de l'assassí Brut, va arribar a un final menys afortunat però (als ulls del seu temps) heroic; es va suïcidar quan la República es va esfondrar, tal com va fer el seu pare.
L'ascens d'August al poder únic en les darreres dècades del segle i aC va disminuir el poder dels càrrecs polítics i de l'oligarquia tradicional, però no va fer res per disminuir i, sens dubte, va augmentar les oportunitats per a les dones, així com els esclaus i els lliberts, que van exercir influència entre bastidors. Abans d'aquest punt, el poder polític de les dones estava extremadament reduït en comparació amb el poder que ostentaven els homes impedint el seu dret a vot. Tot i això, a partir del govern d'August, la incapacitat de vot ja no va importar perquè el senat va perdre el seu poder. A més, el canvi del fòrum al palau va permetre a les dones que hi vivien guanyar en la influència política.
Una dona notable va ser Lívia Drusil·la Augusta (58 aC - 29), l'esposa d'August i la dona més poderosa del començament de l'Imperi Romà, que va actuar diverses vegades com a regent i va ser la fidel consellera d'August. Diverses dones de la família Imperial, com la besnéta de Lívia i la germana de Calígula, Agripina la Menor, van guanyar influència política i també protagonisme públic.
Les dones també van participar en els esforços per enderrocar els emperadors que van abusar del seu poder. Poc després de morir la germana de Calígula, Drusil·la, les seves germanes Agripina la Menor i Júlia Livil·la i el seu vidu Marc Emili Lèpid van conspirar per enderrocar Calígula. Es va descobrir la trama i es va executar Lèpid. Agripina i Livil·la van ser exiliades i van tornar de l'exili només quan el seu oncle patern Claudi va arribar al poder després de l'assassinat de Calígula el 41.
Les dones també podrien estar motivades per causes menys nobles. La tercera esposa de Claudi, Valèria Messalina, va conspirar amb Gai Sili per enderrocar el seu marit amb l'esperança d'instal·lar-se a ella mateixa i al seu amant al poder. Tàcit va immortalitzar la dona Epicaris per la seva part en la conspiració de Pisó, on va intentar obtenir el suport de la flota romana i va ser arrestada. Un cop descoberta la conspiració, no revelaria res fins i tot sota tortura, en contrast amb els senadors, que no van ser sotmesos a tortura i, tot i així, no van trigar a divulgar els detalls. Tàcit també elogia a Egnatia Maximilla per haver sacrificat la seva fortuna per estar al costat del seu innocent marit contra Neró.
Segons la Historia Augusta (Elagàbal 4.2 i 12.3), l'emperador Elagàbal va fer que la seva mare o àvia participessin en els procediments del Senat: «I Elagàbal va ser l'únic de tots els emperadors sota els quals una dona va assistir al senat com un home, com si pertanyés a l'ordre senatorial». Segons la mateixa obra, Elagàbal també va establir un senat femení anomenat «senaculum», que va dictar normes que s'aplicaven a les matrones, pel que fa a la roba, la conducció de carros, el port de joies, etc. (Elagàbal 4.3 i Aurelià 49.6). Abans d'això, Agripina la Menor, mare de Neró, havia estat escoltant les actuacions del Senat, amagades darrere d'una cortina, segons Tàcit (Annals, 13.5).

### Les dones i l'exèrcit
Els textos clàssics tenen poc a dir sobre les dones i l'exèrcit romà. L'emperador August (regnat del 27 aC al 14) va prohibir el matrimoni de soldats ordinaris, una prohibició que va durar gairebé dos segles. No obstant això, s'ha suggerit que esposes i fills de centurions vivien amb ells a fortaleses frontereres i provincials. Es van trobar sabates de mida femenina i infantil a Vindolanda (lloc d'un fort romà a la muralla d'Hadrià, al nord d'Anglaterra), juntament amb plaques de bronze, atorgades a soldats provincials als 25 anys de servei amb la que obtenien la ciutadania romana, que mencionen les seves dones i fills. Igualment, a Alemanya, es van descobrir més proves d'aquesta pràctica en forma de fermalls i sabates. La Columna de Trajà representa sis dones entre els soldats que són assistents que ofereixen sacrificis en una cerimònia religiosa militar.

### La vida religiosa
Les dones eren presents a la majoria de festes romanes i celebracions de culte. Alguns rituals requerien específicament la presència de dones, però la seva participació podria ser limitada. Com a regla general, les dones no realitzaven sacrificis d'animals, el ritu central de la majoria de les grans cerimònies públiques, tot i que això era menys una qüestió de prohibició que el fet que la majoria dels sacerdots que presidien la religió estatal fossin homes; en la societat patriarcal romana, aquest era el pater familias. La religió pública, com la societat i la política en general, reflectia la jerarquia de la llar, ja que la família era la pedra angular de la societat. Algunes pràctiques de culte es reservaven només a les dones, per exemple, els ritus de la Bona Deessa (Bona Dea).

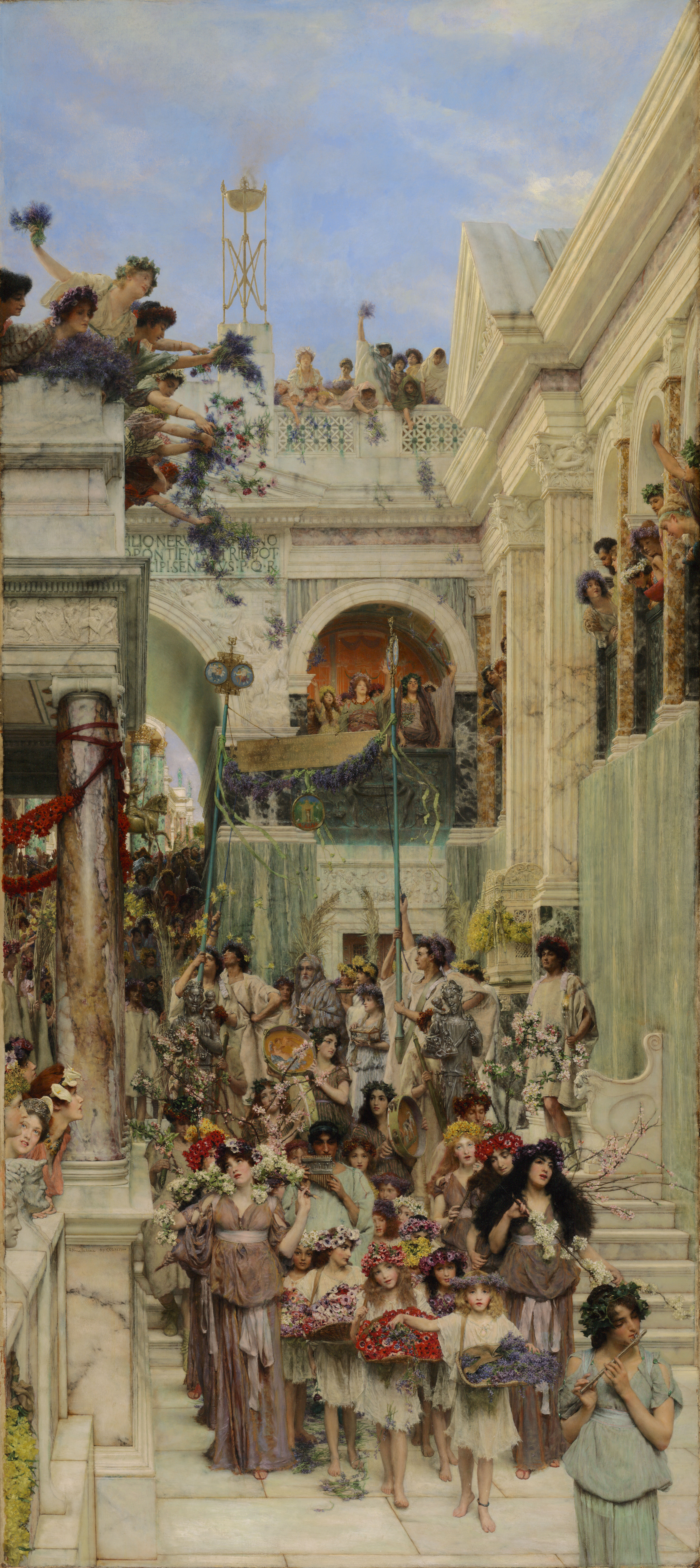
Cereàlia. Obra de Lawrence Alma-Tadema (1894)
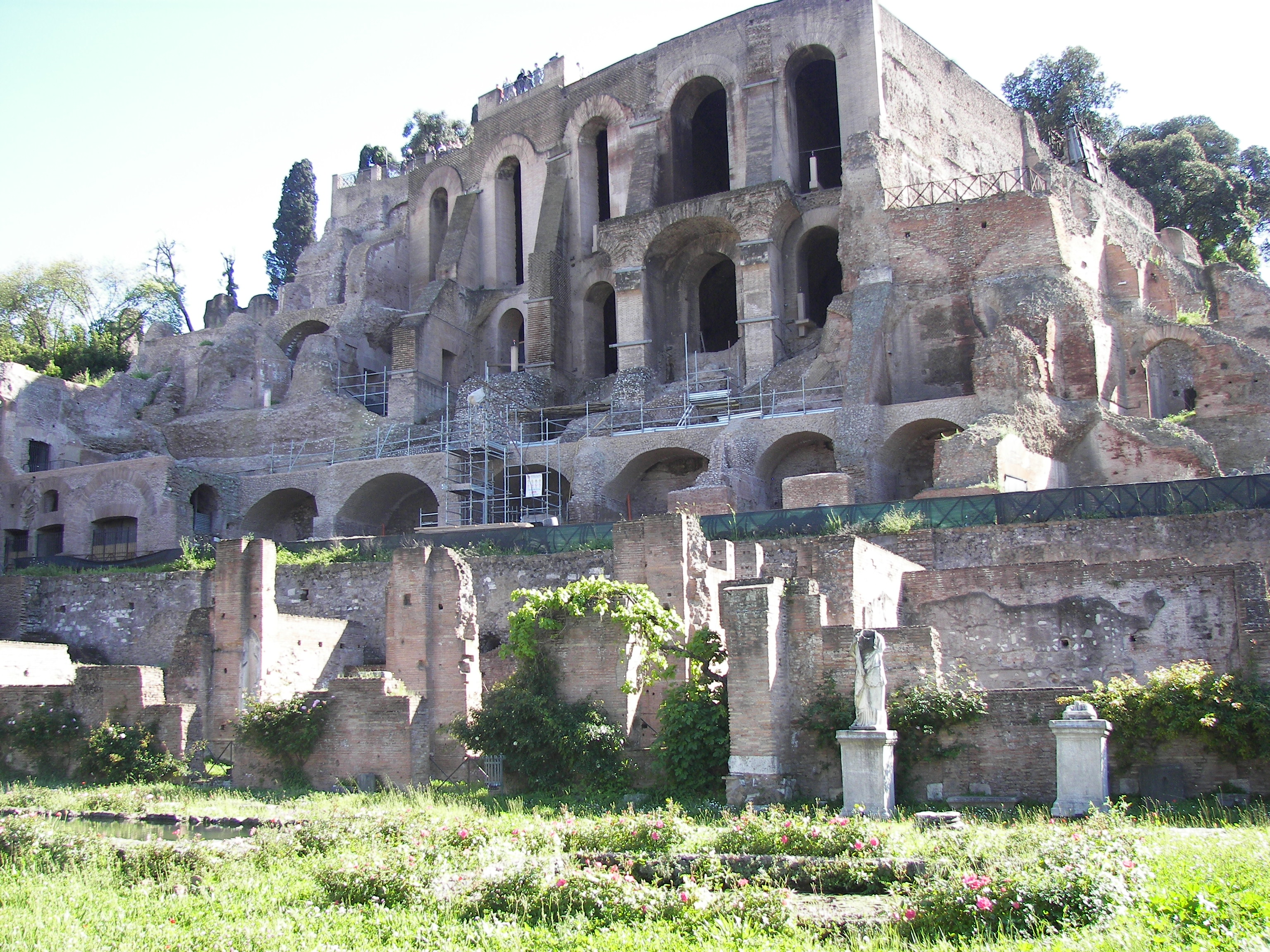
Ruïnes de la Casa de les Vestals, amb pedestals per a l'estàtua en primer pla
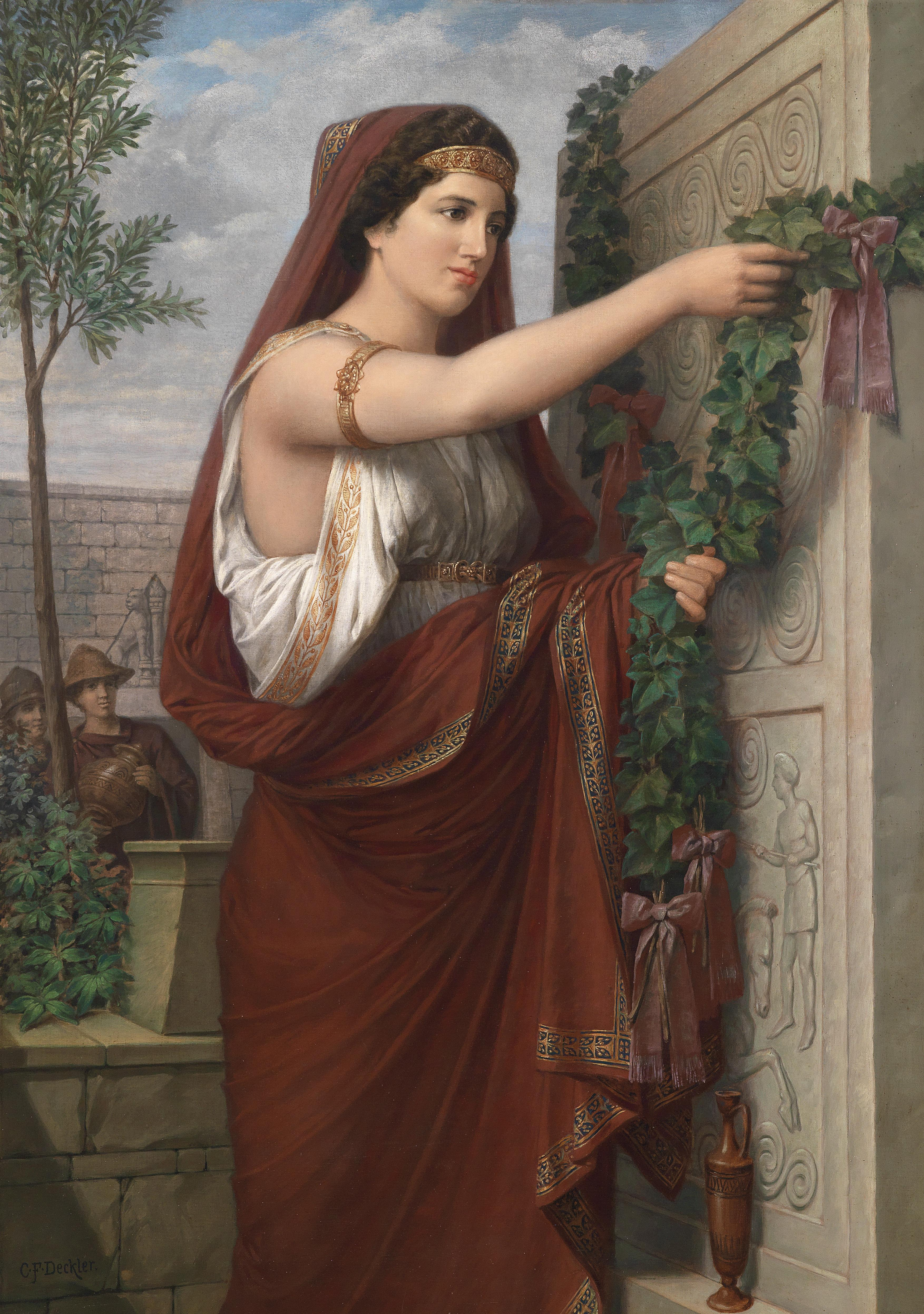
Vestal amb garlanda d'heura. Oli sobre tela de C·F·Deckler (1856)

Les dones sacerdotesses van tenir un paper destacat i crucial en la religió oficial de Roma. Tot i que els col·legis estatals de sacerdots masculins eren molt més nombrosos, les sis dones del col·legi de Vestals eren l'únic «clergat professional a temps complet» de Roma.
Sacerdos (plural sacerdotes) era la paraula llatina per a un sacerdot de qualsevol gènere. Els títols religiosos per a dones inclouen sacerdos, sovint en relació amb una deïtat o temple, com ara una sacerdos Cereris o Cerealis (sacerdotessa de Ceres), un càrrec mai ocupat per homes; magistra, una gran sacerdotessa, dona experta o professora en matèria religiosa; i ministra, una ajudant femenina, en particular una al servei d'una deïtat. Una magistra o ministra hauria estat responsable del manteniment regular d'un culte. Els epitafis proporcionen les proves principals d'aquests sacerdocis i sovint no s'identifica la dona pel que fa al seu estat civil.
Les vestals posseïen una distinció religiosa única, un estatus públic i privilegis i podien exercir una influència política considerable. També les va ser possible acumular «riqueses considerables». Quan entrava al seu ofici, una vestal era emancipada de l'autoritat del seu pare. A la societat romana arcaica, aquestes sacerdotesses eren les úniques dones a les quals no se les exigia la tutela legal d'un home, responent directament i únicament al pontífex màxim. El seu vot de castedat les alliberava de l'obligació tradicional de casar-se i criar fills, però la seva violació comportava una forta pena; una vestal que contaminava el seu ofici trencant el vot de castedat, se li donava menjar, aigua i era enterrada viva. La independència dels vestals existia així en relació amb les prohibicions que se les imposaven. A més de realitzar certs ritus religiosos, les vestals van participar almenys de manera simbòlica en tots els sacrificis oficials, ja que eren les responsables de preparar la substància mola salsa requerida pels rituals. Sembla que les vestals conservaven les seves distincions religioses i socials fins ben entrat el segle iv, fins que l'emperador Teodosi I va imposar el credo nicè com a religió de l'estat amb l'edicte de Tessalònica a l'any 380 i va dissoldre l'ordre.

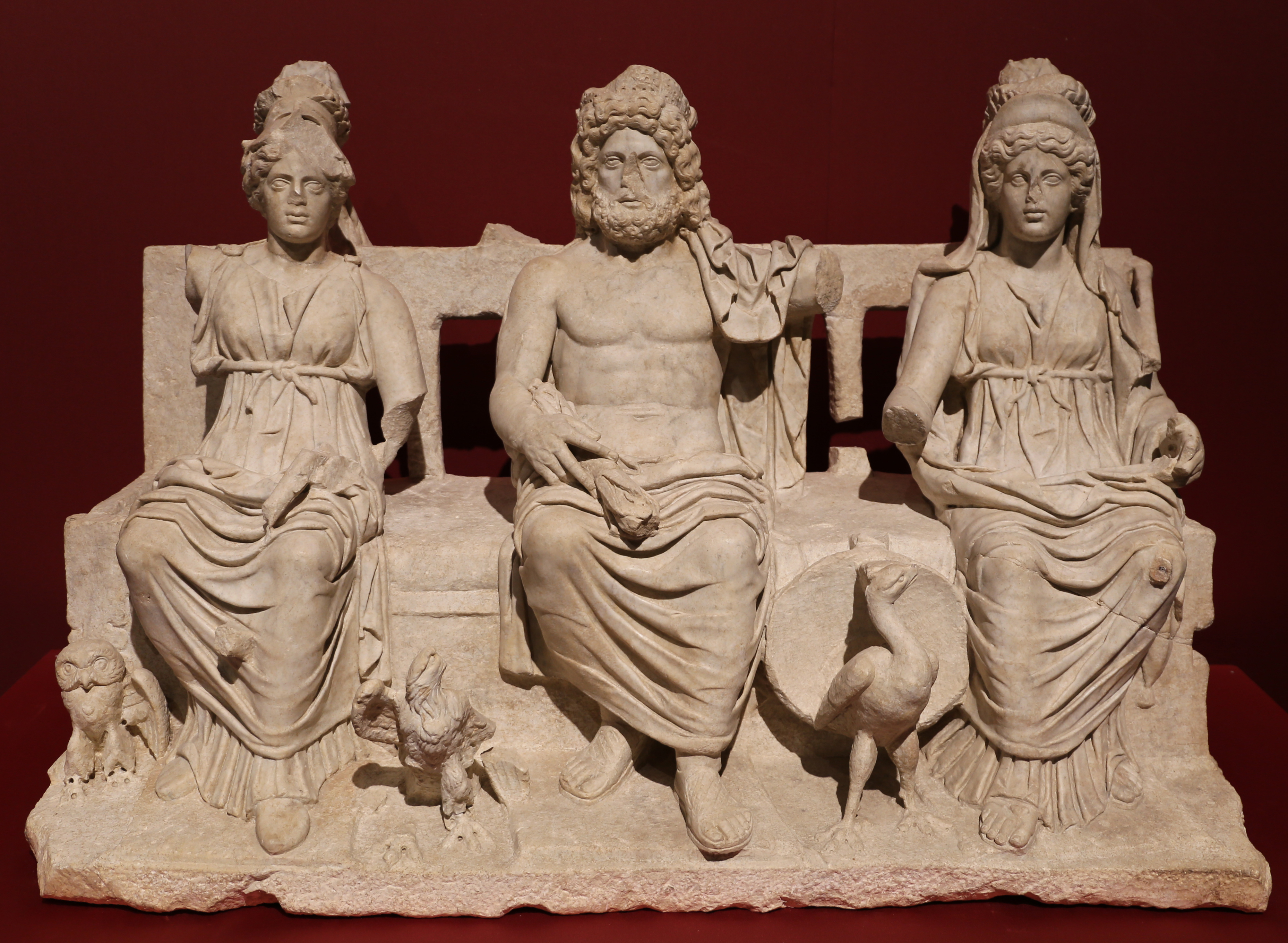
La Tríada capitolina: Minerva, Júpiter i Juno

Alguns sacerdocis eren celebrats conjuntament per parelles casades. El matrimoni era un requisit per al Flamen Dialis, el gran sacerdot de Júpiter; la seva esposa, la Flaminica Dialis, tenia la seva pròpia vestimenta sacerdotal i, igual que el seu marit, estava sotmesa a obscures prohibicions màgiques-religioses. Pot ser que la Flaminica fos un cas excepcional d'una dona que realitzava sacrificis d'animals; oferia un moltó a Júpiter a cadascuna de les nundinae, el cicle romà de vuit dies comparable a una setmana. La parella no tenia permís per divorciar-se i, si la Flamínica moria, el Flamen havia de renunciar al seu càrrec.
Igual que la Flaminica Dialis, la Regina sacrorum (Reina dels ritus sagrats), portava un vestit cerimonial distintiu i feia sacrificis d'animals, oferint a Juno una truja o un xai el primer dia de cada mes. Els noms d'algunes reginae sacrorum es registraven mitjançant inscripcions. La Regina era l'esposa del Rex sacrorum (Rei dels ritus sagrats), un sacerdoci arcaic considerat en els primers temps com més prestigiós que fins i tot més que el Pontifex Maximus. Aquests deures oficials altament públics per a les dones contradiuen la noció habitual que les dones de l'antiga Roma només participaven en religions privades o domèstiques. Els sacerdocis dobles home-dona poden reflectir la tendència romana a buscar un complement de gènere dins l'esfera religiosa; la majoria dels poders divins estan representats tant per una deïtat masculina com per una femenina, tal com es veu en parelles divines com Liber-Libera. Els dotze déus principals (Dii Consentes) es van presentar com a sis parelles d'equilibri de gènere, i la religió romana es va apartar de la tradició indoeuropea en instal·lar dues deesses en la seva triada suprema de deïtats patrons, Juno i Minerva juntament amb Júpiter. Aquesta tríada «va formar el nucli de la religió romana».

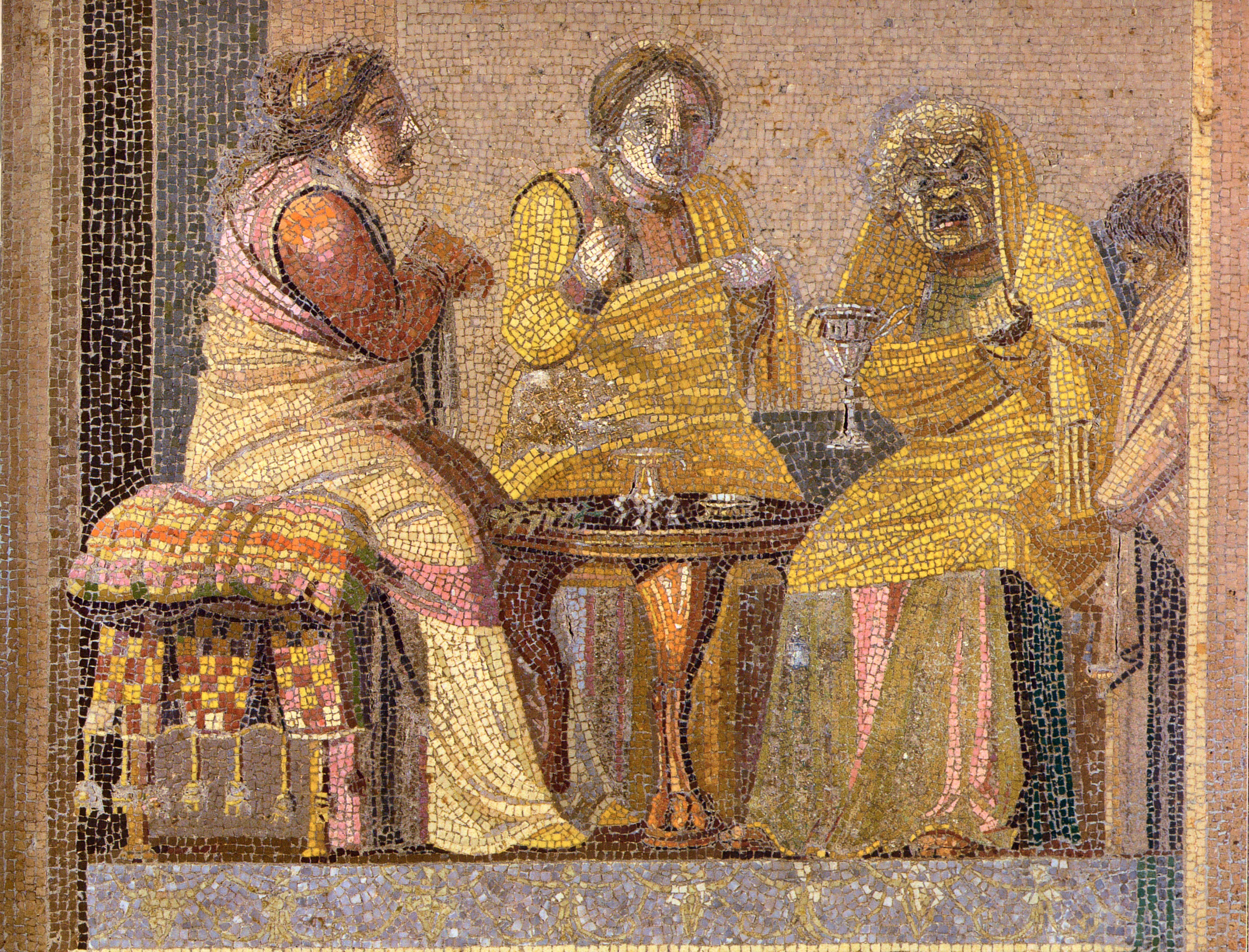
Mosaic que representa actors emmascarats en una obra: dues dones consulten una «bruixa» o un endeví privat

A partir de la República mitjana (274-148 aC), la diversitat religiosa va esdevenir cada vegada més característica de la ciutat de Roma. Moltes religions que no formaven part del primer culte estatal de Roma van oferir funcions de lideratge per a les dones, entre elles el culte a Isis i a la Magna Mater. Un epitafi conserva el títol sacerdos maxima per a una dona que ostentava el màxim sacerdoci del temple de la Magna Mater, prop del lloc actual de la basílica de Sant Pere.
Encara que menys documentades que la religió pública, les pràctiques religioses privades tractaven aspectes de la vida exclusius de les dones. En un moment en què la taxa de mortalitat infantil arribava fins al 40 %, es sol·licitava l'ajuda divina quan es posava en perill la vida de la dona quan donava a llum i per la protecció dels perills de tenir cura d'un nadó. Les invocacions es dirigien a les deesses Juno, Diana, Lucina, els di nixi i una multitud d'acompanyants divins dedicats al naixement i a la criança.
Els escriptors masculins varien en la seva representació de la religiositat de les dones; alguns representen a les dones com a models a seguir de la virtut i devoció romana, però també inclinats pel temperament a l'excessiva devoció religiosa, l'atracció de la màgia o la superstició. Tampoc no era «privat» el mateix que «secret»: els romans sospitaven de les pràctiques religioses secretes, i Ciceró va advertir que les dones no havien de fer sacrificis nocturns, llevat dels que es prescrivien ritualment pro populo (en nom del poble romà), és a dir, per al bé públic.

### Les activitats socials

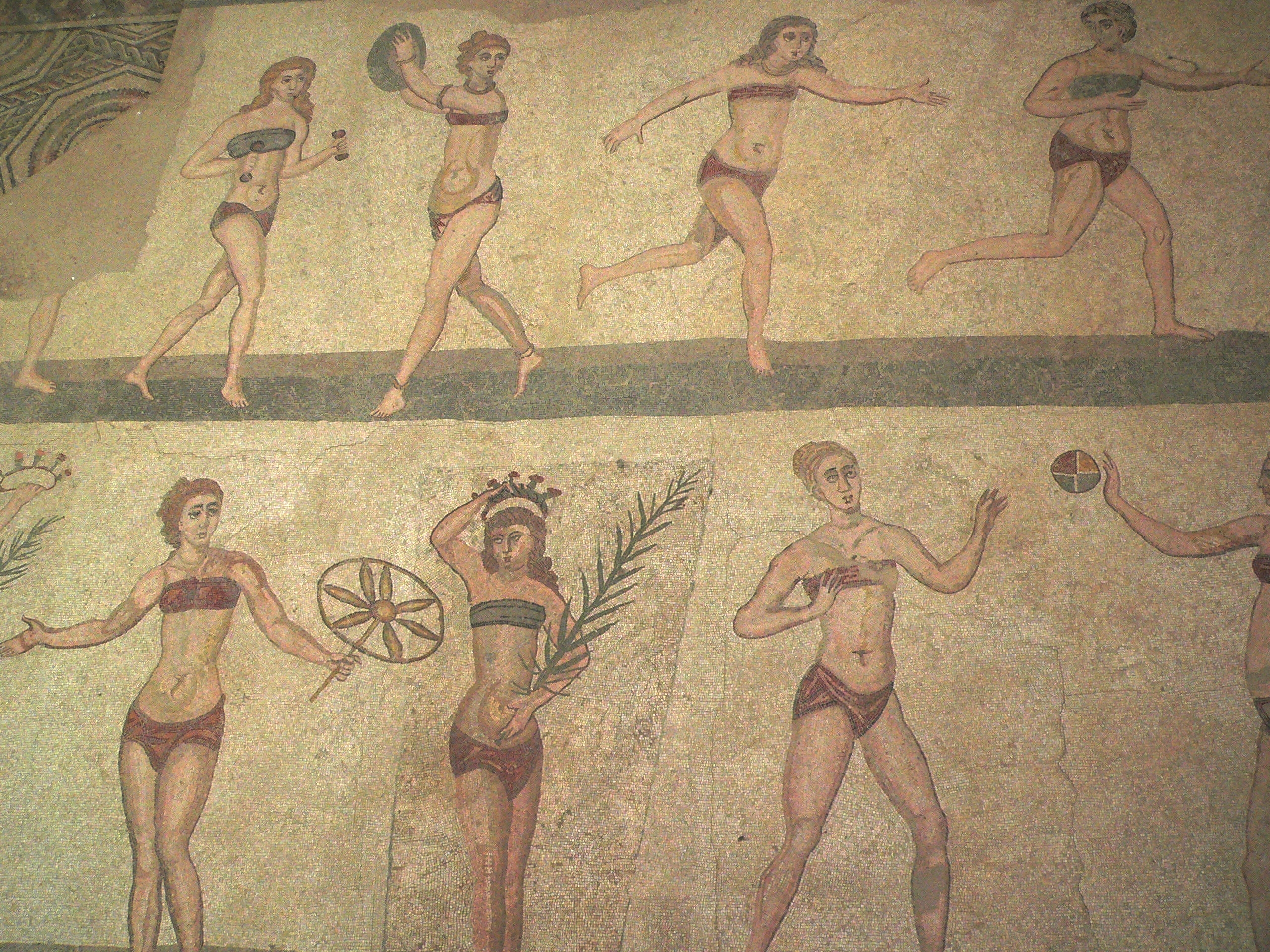
Mosaic que mostra dones romanes en diverses activitats recreatives

Dones riques viatjaven per la ciutat en una llitera (lectica) portada per esclaus. Les dones es reunien al carrer diàriament per reunir-se amb amics, assistir a ritus religiosos als temples o visitar els banys. Les famílies més riques tenien banys privats a casa, però la majoria de la gent anava a les cases de banys no només per rentar-se, sinó també per socialitzar-se, ja que les instal·lacions més grans oferien una àmplia gamma de serveis i activitats recreatives, entre les quals el sexe informal no estava exclòs. Una de les preguntes més molestes de la vida social romana és si els homes i les dones es banyaven junts en públic. Fins a finals de la República, les evidències suggereixen que les dones solien banyar-se en una ala o instal·lació separades, o que les dones i els homes accedien a les instal·lacions en diferents moments. Però també hi ha evidències clares de bany mixt des de la República tardana fins a l'ascens del domini cristià a l'Imperi posterior. Alguns erudits han pensat que només les dones de classe baixa es banyaven amb homes o aquelles amb dubtosa posició moral, com ara animadores o prostitutes, però Climent d'Alexandria va observar que les dones de les classes socials més altes es podien veure nues als banys. Hadrià va prohibir el bany mixt, però sembla que la prohibició no va durar. El més probable és que els costums variessin no només per temps i lloc, sinó per facilitats, de manera que les dones poguessin optar per banyar-se junt amb homes o per separat.
Per a entreteniment, les dones podien assistir a debats al fòrum, als jocs públics (ludi), a les carreres de carros i a les representacions teatrals. A finals de la República, assistien regularment a sopars, tot i que en èpoques anteriors les dones d'una llar sopaven juntes en privat. Conservadors com Cató el Vell (234-149 aC) van considerar impropi que les dones prenguessin un paper més actiu en la vida pública; les seves queixes indicaven que, de fet, algunes dones expressaven les seves opinions en l'esfera pública.
Tot i que es desaconsellava la pràctica, els generals romans de vegades portaven les seves dones amb elles en campanyes militars. La mare de Calígula, Agripina la Major, sovint acompanyava el seu marit Germànic en les seves campanyes al nord de la Germania, i l'emperador Claudi va néixer a la Gàl·lia per aquest motiu. Les dones riques poden recórrer l'imperi, sovint participant o veient cerimònies religioses i llocs al voltant de l'imperi. Les dones riques viatjaven al camp durant l'estiu, quan a Roma feia massa calor.

### Indumentària i adorns
Les dones de l'antiga Roma tenien molta cura en el seu aspecte, tot i que l'extravagància estava mal vista. Portaven cosmètics i feien diferents preparacions per a la seva pell. Fins i tot Ovidi va escriure un poema sobre la correcta aplicació del maquillatge. Les dones utilitzaven guix blanc o arsènic per blanquejar-se la cara, o pols vermell de plom o carmí per afegir color a les galtes, a més de fer servir plom per ressaltar els ulls. Passaven molt de temps arranjant-se el cabell i sovint el tenyien de negre, vermell o ros. També portaven perruques regularment.

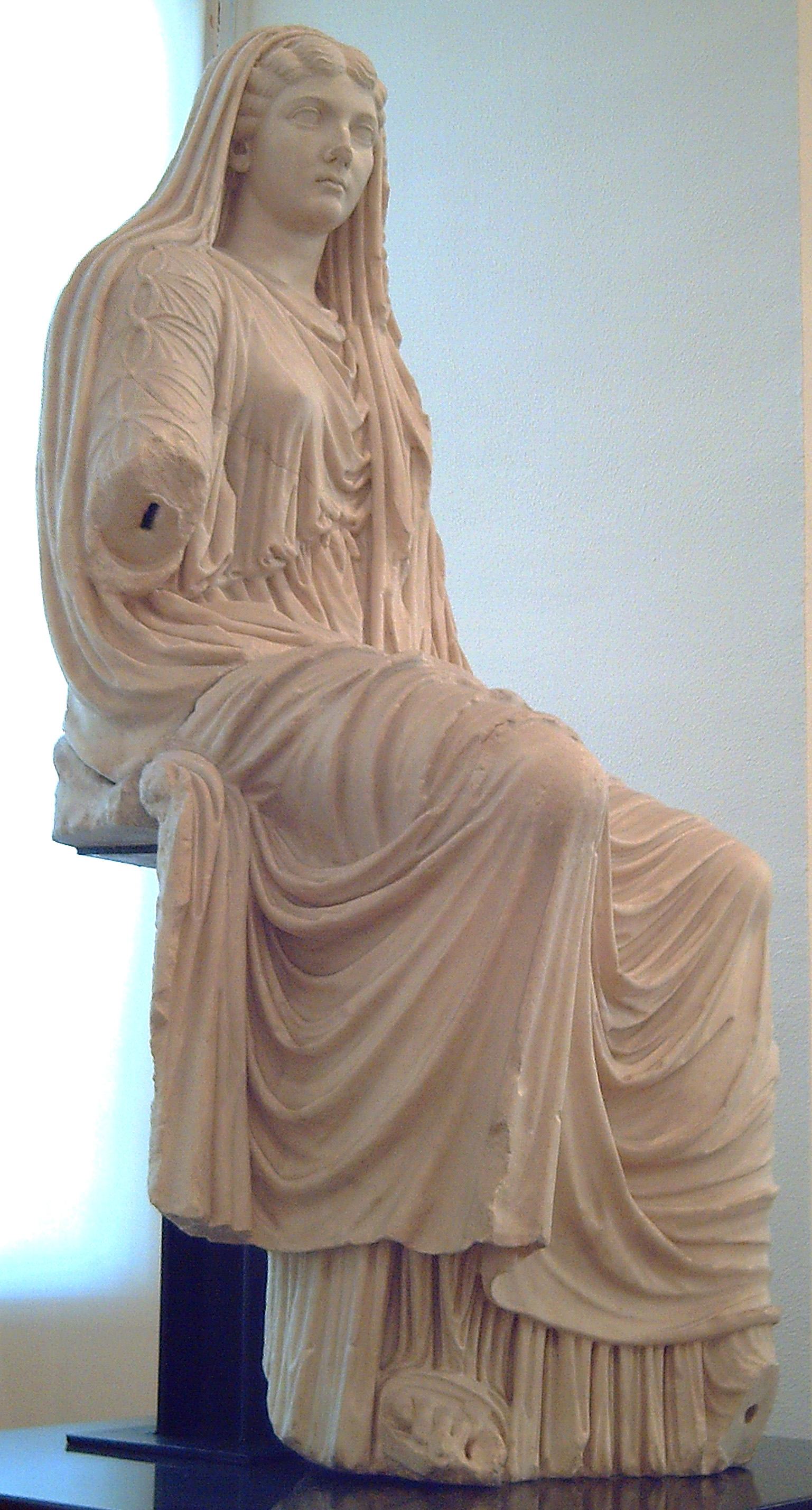
Lívia vestida amb stola i palla
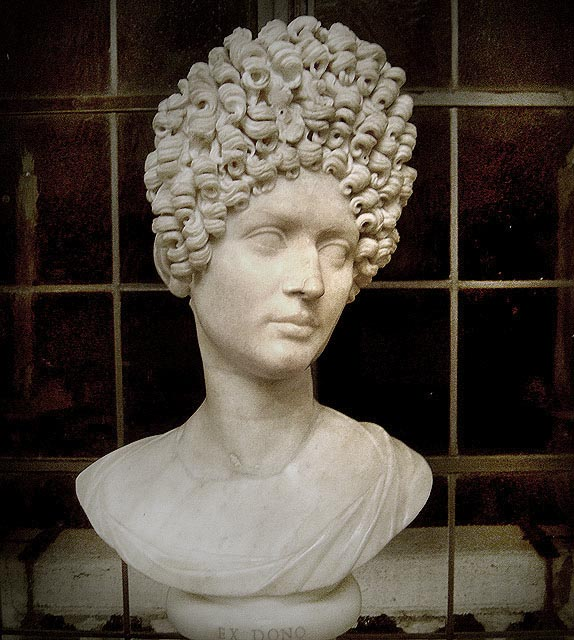
Pentinat exagerat del període Flavi (80-90)
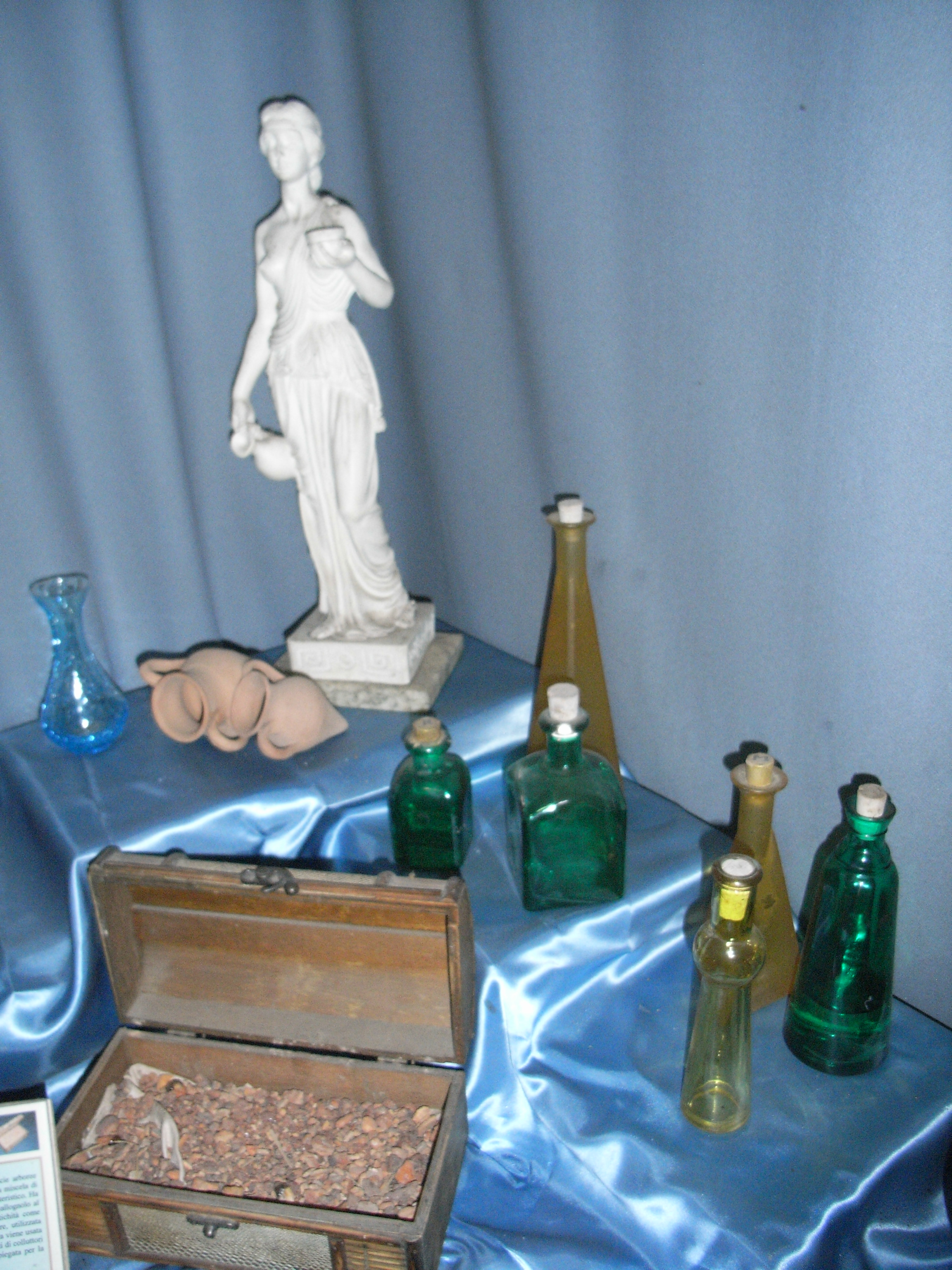
Àmfores, oli corporal perfumat, ampolles de perfum, ungüentaris (unguentarium), pètals de rosa i una figureta

Les matrones solien portar dues túniques simples; una túnica interior (túnica íntima) coberta per una stola. La stola era un llarg vestit blanc cenyida per la cintura i que queia als peus de la portadora, assegurada per uns tancaments a l'espatlla. Les dones més riques decoraven la seva stola encara més. Quan sortia, una dona portava una palla sobre la stola, que tenia un fermall a l'espatlla. No es permetia que les dones joves portessin stola , sinó que duien túniques. Les prostitutes i les atrapades cometent adulteri es posaven la toga masculina. Les dones riques portaven joies com maragdes, aiguamarines, òpals i perles com a arracades, collarets, anells i, de vegades, cosides a les sabates i a la roba.
Després de la derrota romana a Cannes, la crisi econòmica va provocar el pas de la Lex Oppia (215 aC) per restringir l'extravagància personal i pública. La llei limitava la possessió i exhibició d'or i plata de les dones (com a diners o adorns personals), roba cara i el seu ús «innecessari» de carros i lliteres. La victòria sobre Cartago va inundar Roma amb riquesa i el 195 aC es va revisar el Lex Oppia. El cònsol governant, Cató el censor, va defensar la seva retenció; la moral personal i l'autocontrol eren, evidentment, controls inadequats sobre la indulgència i el luxe. El luxe provocava l'enveja i la vergonya dels menys benestants i, per tant, era divisor. Les dones romanes, segons l'opinió de Cató, havien demostrat amb massa claredat que els seus apetits un cop corromputs no tenien límits i que calia contenir-los. Un gran nombre de matrones romanes van pensar el contrari i van fer una protesta pública concertada. El 193 aC es van abolir les lleis: l'oposició de Cató no va perjudicar la seva carrera política. Més tard, el 42 aC, les dones romanes, dirigides per Hortènsia, van protestar amb èxit contra les lleis destinades a gravar les dones romanes, mitjançant l'argument de no tributar sense representació. També es poden trobar proves de disminució de les restriccions de luxe; una de les Cartes de Plini s'adreça a la dona Pompèia Celerina elogiant els luxes que guarda a la seva vil·la.

#### La imatge del cos

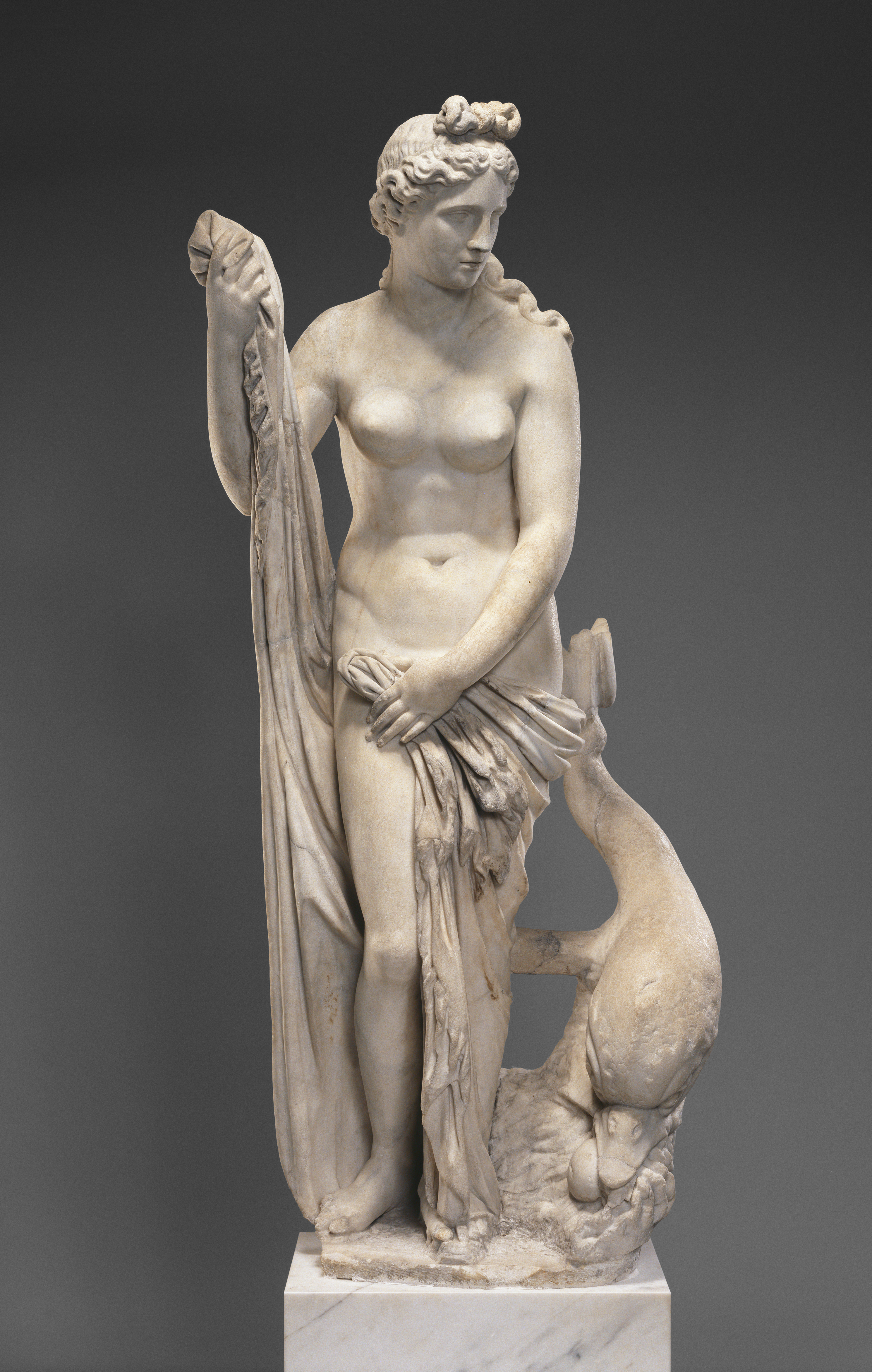
Venus, deessa de la bellesa i l'amor,

Basat en l'art i la literatura romana, els pits petits i els malucs amples eren el tipus de cos ideal per a les dones considerades atractives pels homes romans. L'art romà de l'època augusta mostra les dones idealitzades com a substancials i carnoses, amb l'abdomen ple i els pits arrodonits, no caiguts. Les prostitutes representades en l'art eròtic romà tenen cossos carnosos i malucs amples i sovint tenen els pits coberts per un strophium (una mena de sostenidor sense tirants) fins i tot quan estaven nues i realitzant actes sexuals. Els pits grans eren motiu de burla o de senyal de vellesa. Les noies joves portaven un strophium fortament assegurat en la creença que inhibiria el creixement dels pits, i es pensava que un règim de massatge dels pits amb cicuta, començat mentre la dona encara era verge, prevenia la caiguda dels pits.
Els pits rebien una atenció relativament mínima en art i literatura eròtica com a focus sexual; el pit es va associar principalment amb la lactància i el paper de la dona com a mare. En èpoques d'extrema coacció emocional, com el dol o la captivitat en temps de guerra, les dones podien mostrar els pits com a gest apotropaic.

### Mos maiorumi els poetes amorosos
Durant la República tardana les penes per sexualitat amb prou feines es van aplicar, i apareix un nou ideal eròtic de relació sentimental. Subvertint la tradició del domini masculí, els poetes amorosos de finals de la República i de l'època augusta van declarar el seu afany de sotmetre's a l'esclavitud amorosa (servitium amoris). Càtul dirigeix diversos poemes a Lèsbia, una dona casada amb qui té una aventura, normalment identificada com una Clòdia fictícia, germana del destacat polític popular Publi Clodi Pulcre. L'afer acaba malament i les declaracions d'amor de Càtul es converteixen en atacs contra les seves ganes sexuals, retòrica que concorda amb l'altra font hostil del comportament de Clòdia, Pro Caelio de Ciceró.
A l'Ars Amatoria (L'art de l'amor), Ovidi fa un pas més, adoptant el gènere de la poesia didàctica per oferir instruccions sobre com perseguir, mantenir i superar un amant. Satírics com Juvenal es queixen del comportament dissolut de les dones.

### Ginecologia i medicina
Les pràctiques i opinions del Corpus Hipocràtic sobre el cos de les dones i les seves febleses percebudes eren inadequades per atendre les necessitats de les dones de l'època hel·lenística i romana, quan les dones portaven vides actives i es dedicaven més sovint a la planificació familiar. La fisiologia de les dones va començar a ser vista com menys estranya a la dels homes. En la tradició més antiga, el coit, l'embaràs i el part no només eren fonamentals per a la salut de les dones, sinó la raó de ser de la fisiologia femenina; per contra, es va aconsellar als homes que moderessin el seu comportament sexual, ja que la hipersexualitat els causaria malalties i fatiga.

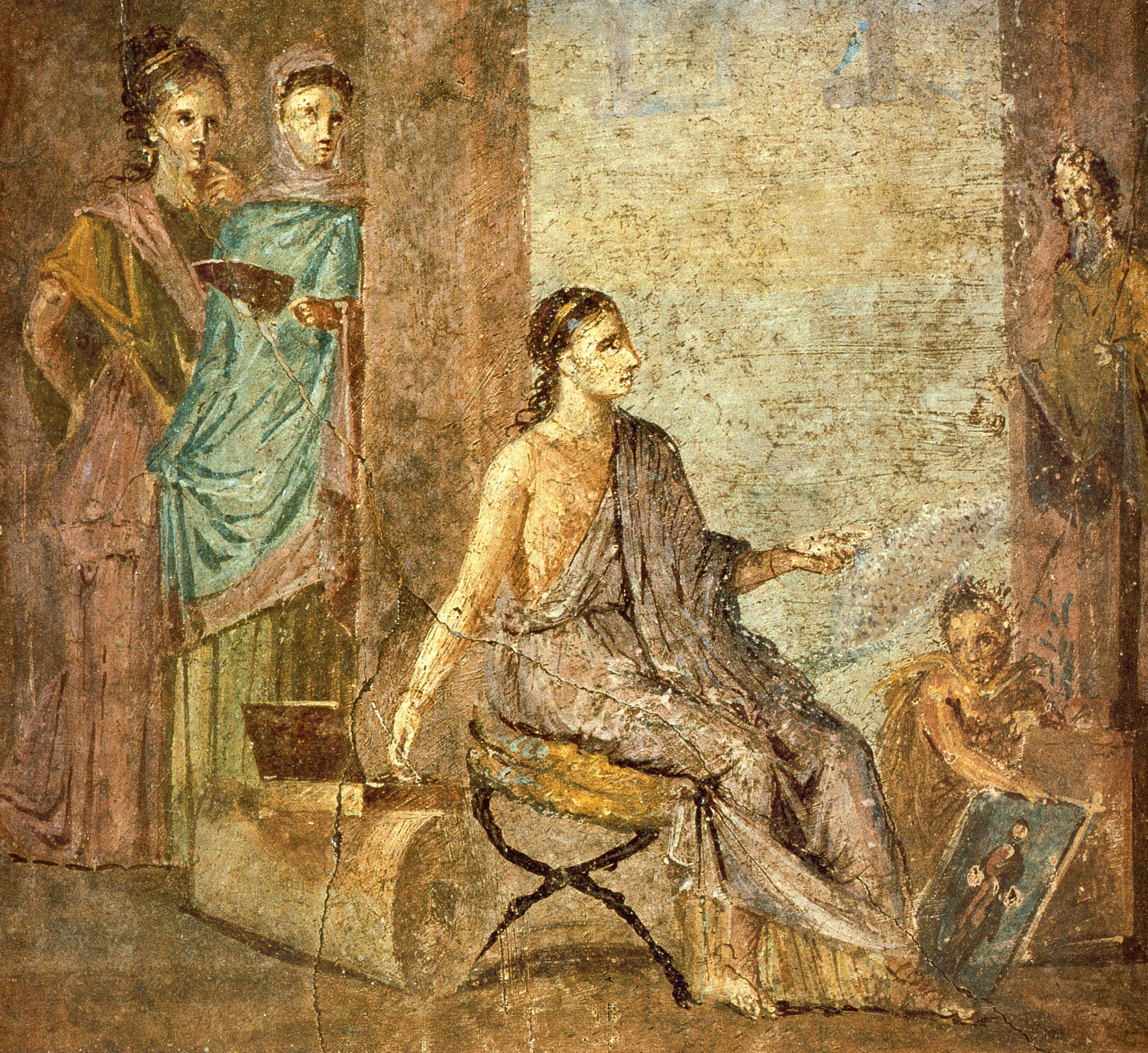
Una artista femenina pintant una estàtua del déu fàl·lic Príap
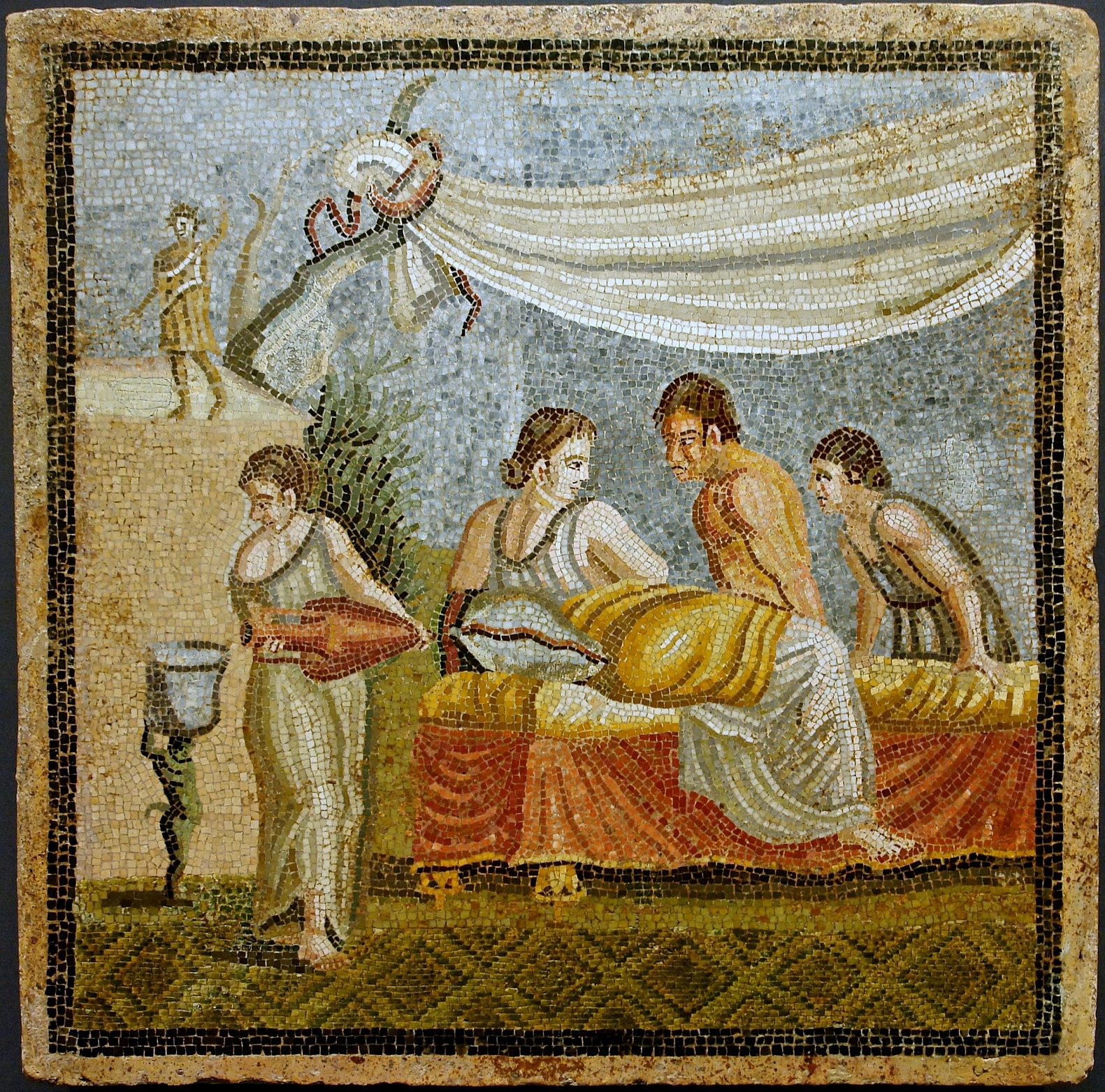
Escena romàntica d'un mosaic. Vil·la Centocelle (Roma), 20 aC–20 dC)

L'opinió hipocràtica que l'amenorrea era fatal es va convertir per l'època romana en un problema específic d'infertilitat i va ser reconeguda per la majoria d'escriptors mèdics romans com a resultat probable quan les dones participaven en règims físics intensius durant períodes prolongats de temps. L'equilibri entre menjar, exercici i activitat sexual es va considerar una opció que podien fer les dones. L'observació que l'entrenament intensiu probablement provocaria amenorrea implicava que hi havia dones que participaven en aquests règims.
A l'època romana, els escriptors de medicina van veure un lloc per exercitar sobre la vida de les dones malaltes i sanes. Sorà recomana jugar a pilota, nedar, caminar, llegir en veu alta, muntar en vehicles i viatjar com a recreació, cosa que afavoriria una bona salut general. En examinar les causes de la falta de fills, aquests escriptors ginecològics posteriors inclouen informació sobre l'esterilitat en els homes, en lloc d'assumir algun defecte només en la dona.
Les dones i els homes havien d'evitar la hipersexualitat. Un clítoris augmentat, com un fal·lus de grans dimensions, es considerava un símptoma d'una sexualitat excessiva.
Tot i que els escriptors hel·lenístics i romans i altres escriptors es refereixen a la clitoridectomia com un costum principalment «egípcia», els manuals ginecològics de l'Imperi cristià a l'antiguitat tardana proposen que la hipersexualitat es podria tractar mitjançant cirurgia o part repetit. La clitoridectomia va ser descrita amb detall pels metges romans d'Orient i per escriptors de medicina com Aeci d'Amida (fl. segle v-vi) i Pau d'Egina, i l'escriptor de ginecologia nordafricà Musci (c. 500).

## L'esclavitud
Les dones lliures eren esclaves manumises. Una esclava alliberada devia un període de servei, els termes del qual es podrien acordar com a condició prèvia de la llibertat, al seu antic propietari, que es convertia en el seu patró. El mecenes tenia obligacions a canvi, com pagar aquests serveis i ajudar en qüestions legals. La relació patró-client (patronus-cliens) era una de les estructures socials fonamentals de l'antiga Roma, i l'incompliment de les obligacions comportava desaprovació i censura.
Les dones alliberades tenien el mateix estatus legal que les dones nascudes lliures. Però com que segons la legislació romana un esclau no tenia pare, els esclaus alliberats no tenien drets d'herència, excepte quan eren anomenats en un testament.

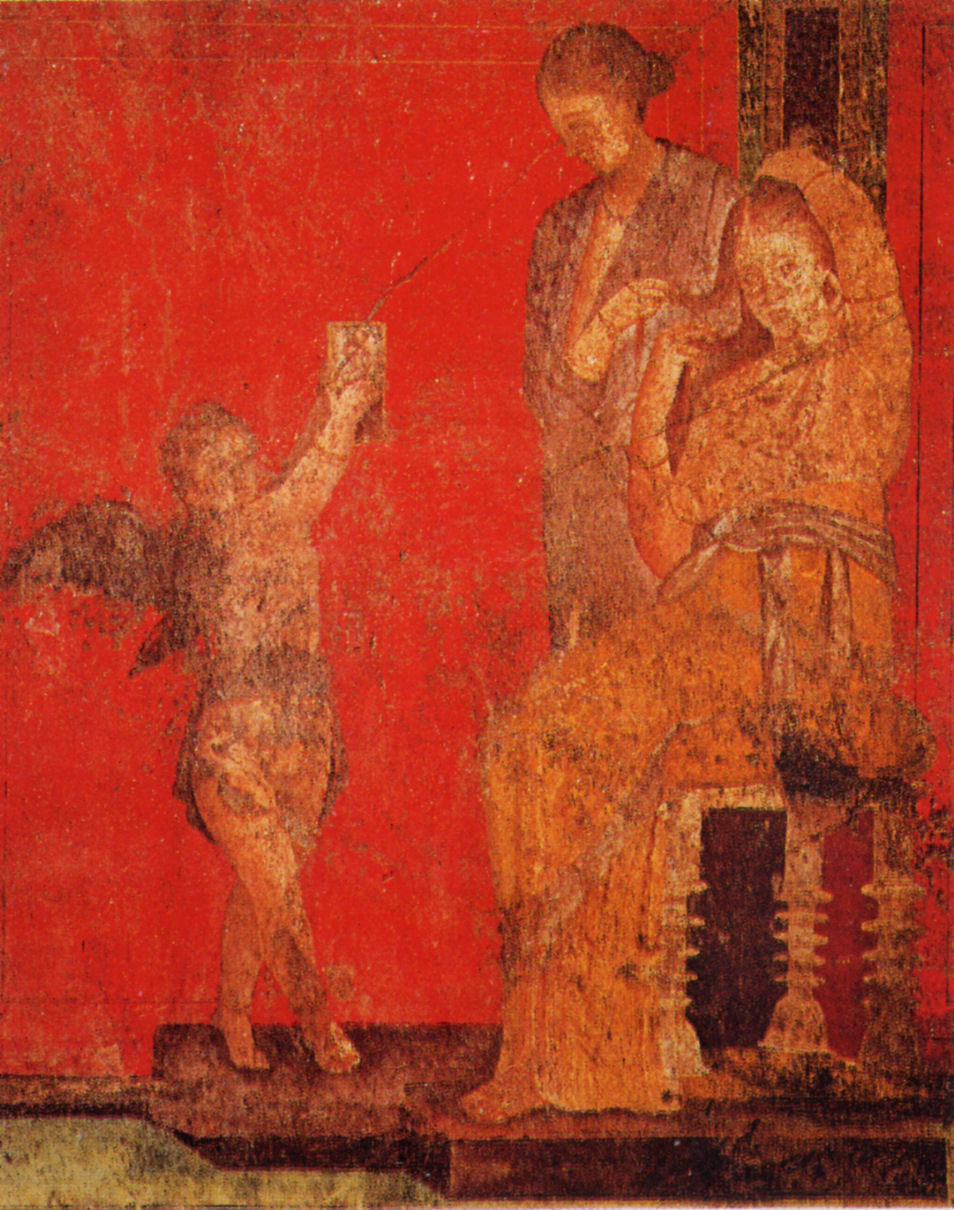
Una jove s'asseu mentre un criat l'arregla els cabells amb l'ajuda d'un amoret, que alça un mirall. Detall d'un fresc de la Vil·la dels Misteris (Pompeia), c. 50 aC
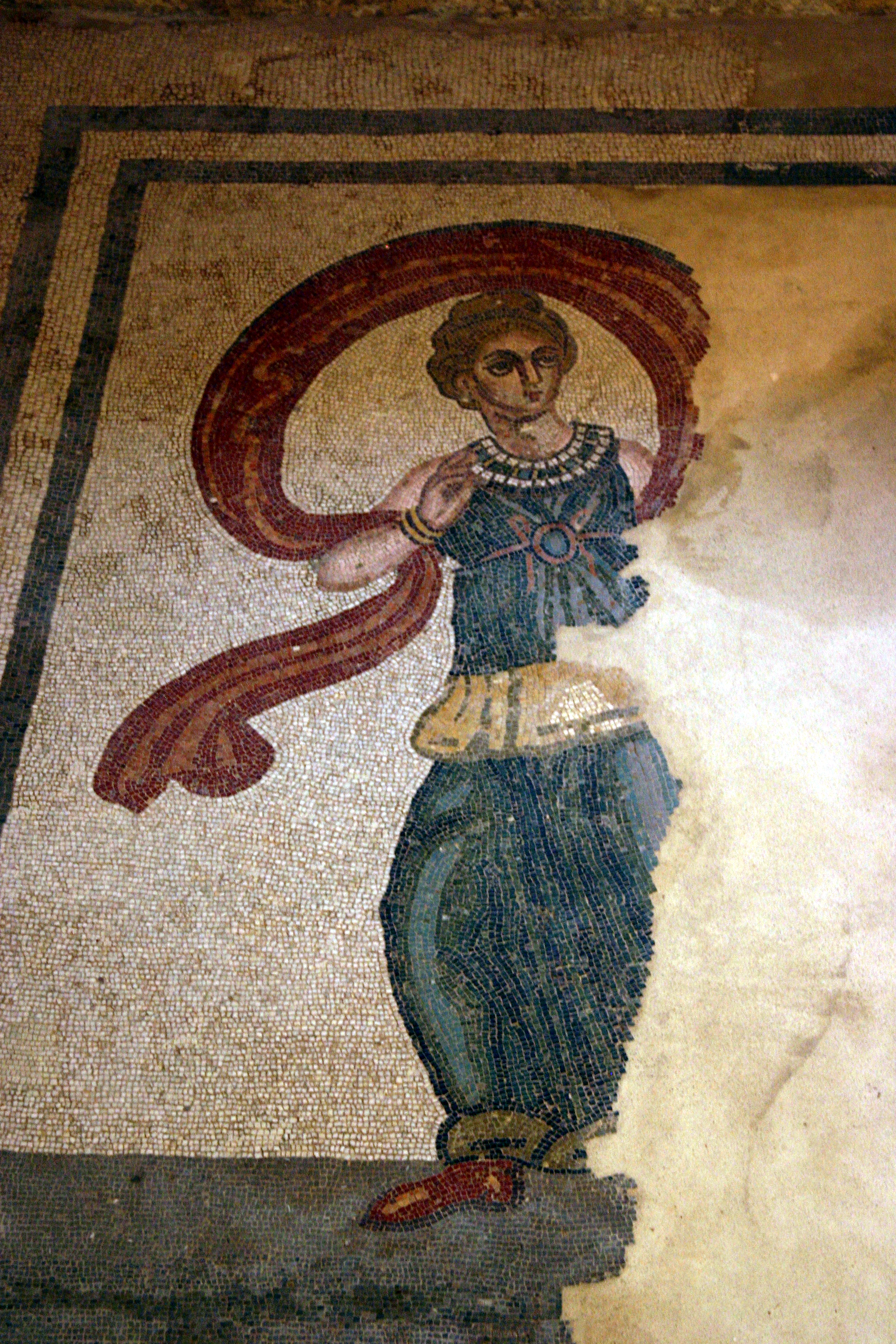
Un mosaic de terra d'una ballarina de la Vil·la romana del Casale, segle iv

La relació d'una antiga esclava amb el seu patró podria ser complicada. En un cas legal, una dona anomenada Petronia Iusta va intentar demostrar (sense una declaració de naixement que ho demostrés) que havia nascut lliure. La seva mare va reconèixer que havia estat esclava a la llar de Petroni Stephanus i Calatoria Themis, però Iusta va afirmar que havia nascut després de la manumissió de la seva mare. Calatoria, que ara era vídua, va argumentar al seu torn que Iusta va néixer abans que la seva mare fos lliure i que havia nascut esclava, per la qual pertanyia al seu antic propietari. Calatoria no va poder proporcionar cap documentació d'aquesta suposada manumissió i el cas es va reduir al testimoni dels coneguts.
L'estatus de les dones lliures, com els lliberts, va variar molt. Caenis era una dona lliure i secretària de l'emperador Vespasià; també era la seva concubina. Es diu que va viure amb ella fidelment, però no la considerava esposa.

## La prostitució

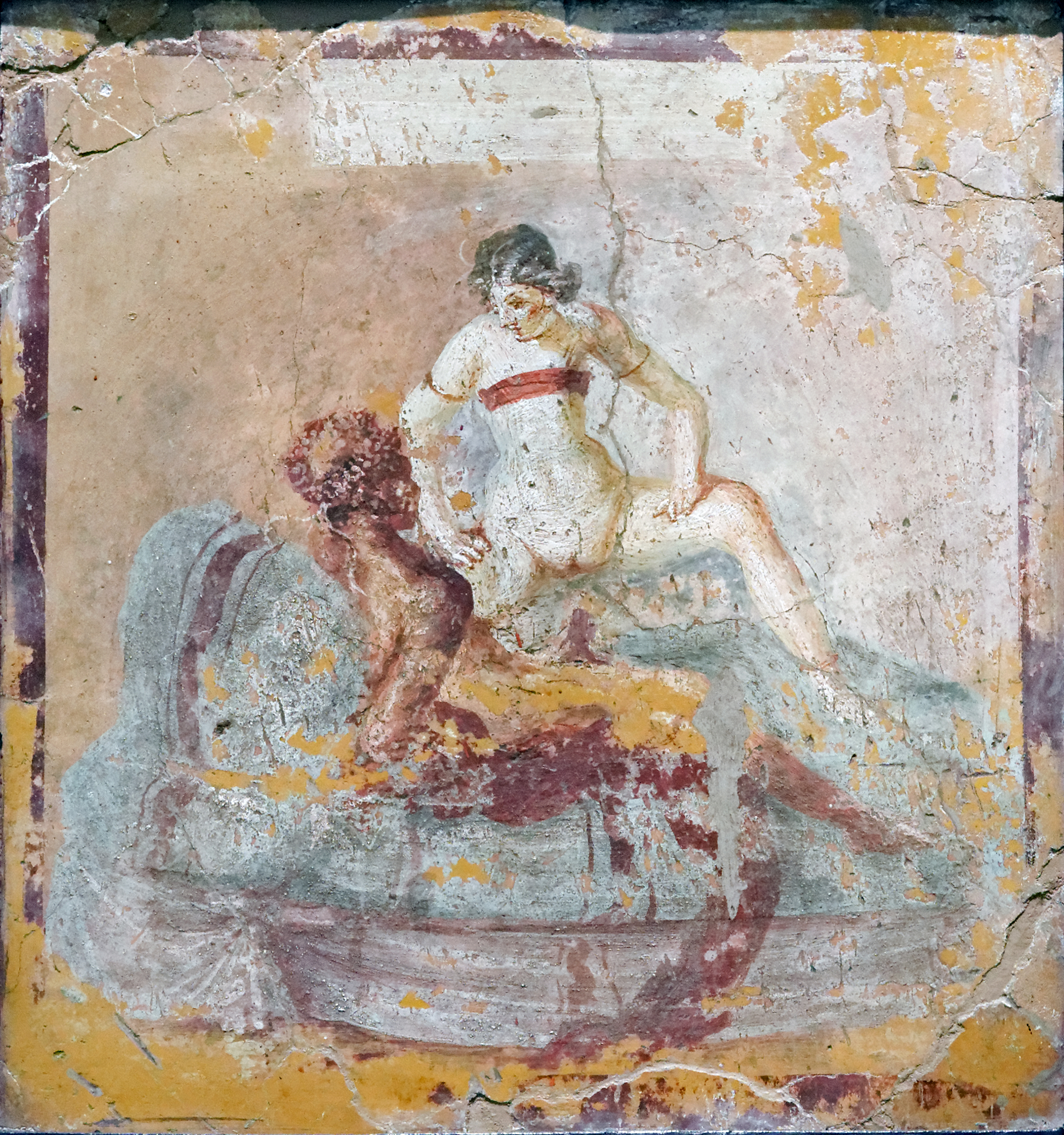
Pintura eròtica de Pompeia, 1-50

Les dones podien recórrer a la prostitució per mantenir-se, però no totes les prostitutes tenien llibertat per decidir. Hi ha algunes proves que fins i tot les prostitutes esclaves es podien beneficiar del seu treball. Tot i que la violació era un delicte, la llei només castigava la violació d'una esclava si «danyava els béns», perquè una esclava no tenia cap condició legal. La pena tenia per objecte proporcionar al seu propietari una indemnització pels «danys de la seva propietat». Com que una dona esclava es considerava propietat segons la legislació romana, obligar-la a ser prostituta no es considerava cap delicte.
Abans de Septimi Sever, les dones que participaven en actes que els portaven infamia com a esclaves també patien infamia quan eren alliberades.
De vegades, els venedors d'esclaves adjuntaven una clàusula ne serva a l'esclava per evitar que fos prostituïda. La clàusula de ne serva significava que si el nou propietari o qualsevol propietari posterior a ell utilitzava l'esclava com a prostituta, l'esclava seria alliberada. Més endavant, els acords de ne serva es van aplicar per llei.
La prostitució no es limitava a esclaves o ciutadanes pobres; segons Suetoni, Calígula quan convertia el seu palau en un bordell va emprar «matrones i joves» de classe alta com a prostitutes, Tàcit registra que durant una de les festes de Neró, el prefecte Sofoni Tigel·lí tenia bordells plens de dones de classe alta.
La prostitució també podria ser un càstig en lloc d'una ocupació; una llei d'August permetia condemnar les dones culpables d'adulteri a treballar en prostíbuls com a prostitutes. La llei va ser abolida el 389.